# Albert Einstein

Handtekening

Albert Einstein (Ulm, 14 maart 1879 – Princeton (New Jersey), 18 april 1955) was een Duits-Zwitsers-Amerikaanse theoretisch natuurkundige van Joodse afkomst. Hij wordt algemeen gezien als een van de belangrijkste natuurkundigen uit de geschiedenis, naast Isaac Newton en James Clerk Maxwell. Zelf noemde hij altijd Newton als een veel belangrijker natuurkundige dan zichzelf omdat Newton, anders dan Einstein, behalve theoretische ook grote experimentele ontdekkingen deed.

## Inleiding
Einstein werd vooral bekend vanwege de twee relativiteitstheorieën: de speciale relativiteitstheorie van 1905 en de algemene relativiteitstheorie van 1915 en volgende jaren, die de speciale relativiteitstheorie uitbreidt door ook plaats in te ruimen voor de zwaartekracht. Hij publiceerde meer dan 300 wetenschappelijke en meer dan 150 niet-wetenschappelijke werken. In zijn latere jaren schreef Einstein uitvoerig over filosofische en politieke onderwerpen. Hij wordt vaak samen met Max Planck beschouwd als de vader van de moderne natuurkunde.
Hij droeg aanzienlijk bij aan andere deelgebieden van de natuurkunde: voor zijn verklaring van het foto-elektrisch effect ontving hij in 1921 de Nobelprijs voor de Natuurkunde en ook zijn beschrijving van de brownse beweging en de eerste fluctuatie-dissipatiestelling was een belangrijke doorbraak. Deze twee verklaringen en de speciale relativiteitstheorie publiceerde hij bovendien allemaal in zijn wonderjaar 1905. Verder werk omvat onder meer onderwerpen in de kwantummechanica, de theorie van de vaste stof, de nulpuntsenergie, de statistische mechanica, de kosmologie, de theorie van straling (fotonen, dualiteit van golven en deeltjes, kritische opalescentie en gestimuleerde emissie, de theorie achter de laser) en de veldentheorie. Een eenheid in de fotochemie draagt zijn naam, de einstein. Het chemische element einsteinium is ook naar hem genoemd, net als de Einsteinring in de astronomie en de Einsteincoëfficiënten in de optica.
Albert Einstein werd in een liberaal-joodse familie in het Duitse Keizerrijk geboren, woonde later in Italië, Zwitserland en het toenmalige Oostenrijk-Hongarije voor hij naar Duitsland terugkeerde. Toen Adolf Hitler in 1933 in Duitsland aan de macht kwam, besloot Einstein zich in de Verenigde Staten te vestigen. Hij nam in 1940 de Amerikaanse nationaliteit aan, deed afstand van zijn Duitse nationaliteit, maar behield wel de Zwitserse nationaliteit. Hij overleed op 18 april 1955 in Princeton aan een aneurysma.

## Biografie

### Jeugd

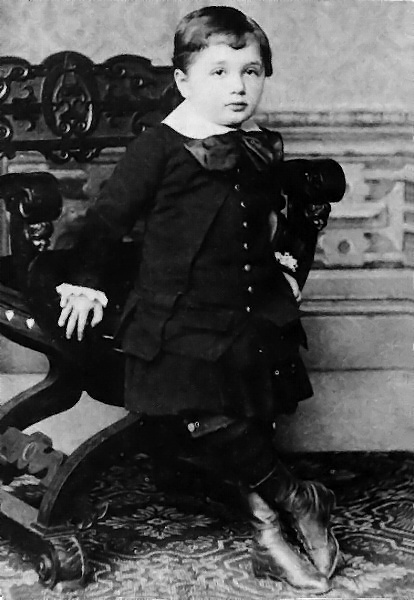
Einstein als kind, 1882

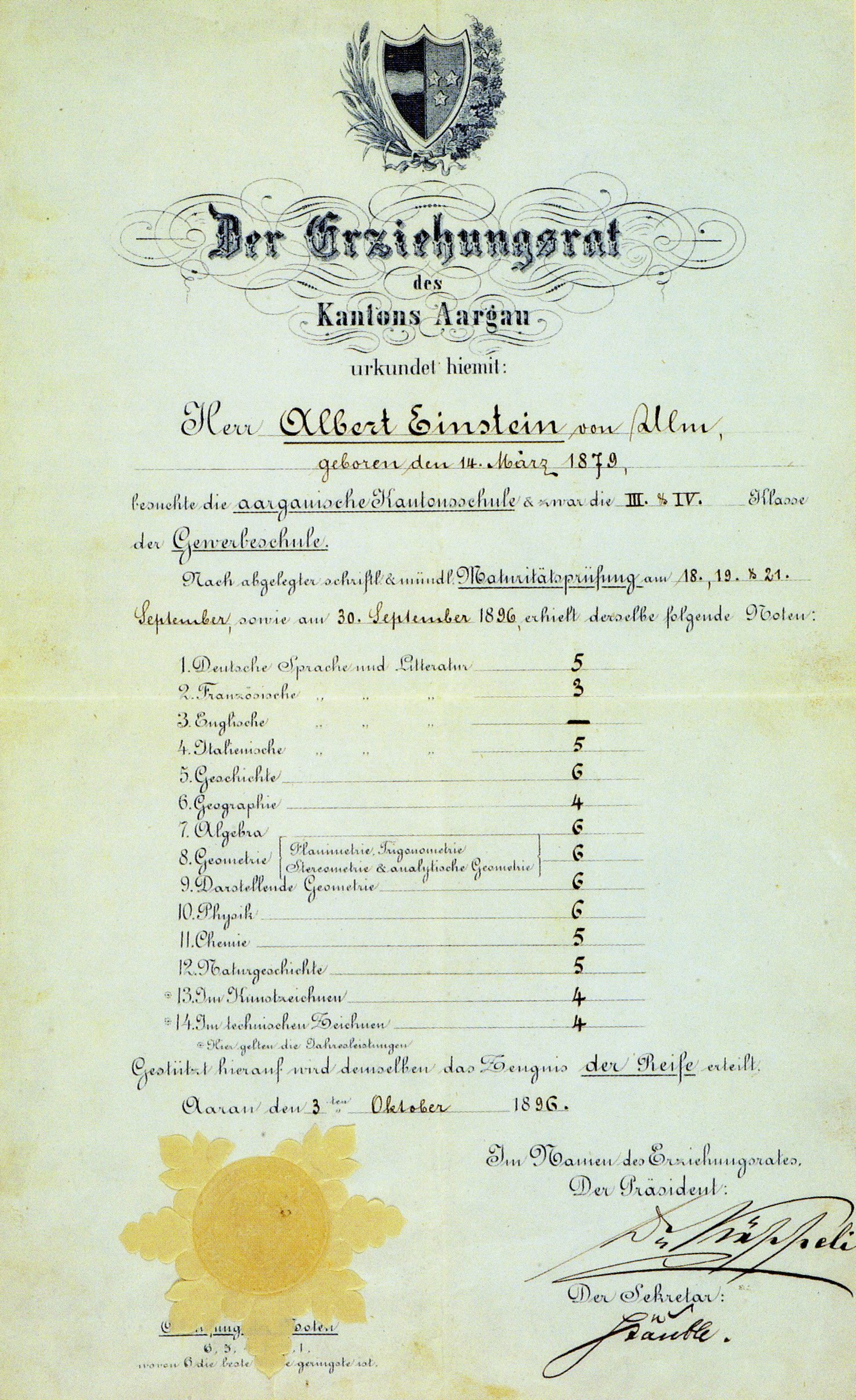
Einsteins cijferlijst voor zijn eindexamen op de middelbare school, 1896

Albert Einstein werd op 14 maart 1879 te Ulm geboren, dat destijds binnen het Duitse Keizerrijk lag in het Koninkrijk Württemberg. Hij was de zoon van Hermann Einstein (Buchau, 1847 - Milaan, 1902) en Pauline Koch (Cannstatt, 1858 - Berlijn, 1920). Hermann Einstein was onder meer beddenverkoper en later met zijn jongere broer Jakob (1850-1912) fabrikant van elektrotechnische apparatuur voor elektriciteitscentrales en straatverlichting (Elektrotechnische Fabrik J. Einstein & Cie.) te München. Hermann en Pauline Einstein-Koch kregen nog een kind, Alberts jongere zus Maja Einstein (München, 1881 - Princeton, 1951).
Einsteins ouders waren liberale joden en daarmee religieus tolerant. Einstein kreeg elementair onderricht in de joodse godsdienst en leerde viool spelen. Hij hield van muziek. Muziek hielp en inspireerde hem bij zijn werk als wis- en natuurkundige. In zijn latere leven speelde hij vaak viool ter ontspanning, terwijl hij wetenschappelijke problemen overdacht. Dit deed hij vaak alleen of ook met anderen. Rond 1884 kreeg Einstein zijn eerste kompas en was geïntrigeerd door het wonder van de onzichtbare magnetische kracht. Hij was op de lagere school de beste van zijn klas en zeer geïnteresseerd in exacte wetenschap. Hij bouwde als hobby modellen en mechanische apparaten en leerde vanaf 1891 ook wiskunde.
Het gezin verhuisde in 1895 van München naar Pavia in Italië, maar Einstein bleef eerst in München achter om zijn middelbare school af te maken. Na enkele maanden hield hij de eenzaamheid en de strenge school niet meer uit, waarop hij toch bij zijn familie in Pavia ging wonen. Om de middelbare school af te ronden stuurden zijn ouders hem weer naar Aarau in Zwitserland en hij haalde daar zijn eindexamen. De cijfers werden gegeven op een schaal van 1 tot 6, waarbij 6 het hoogste cijfer, en 4 een voldoende is. Einstein had vijf maal een 6: voor geschiedenis, natuurkunde en drie wiskundevakken. Hij werd daarmee, hoewel hij er eigenlijk te jong voor was, met speciale toestemming voor de Eidgenössische Technische Hochschule Zürich toegelaten, de ETH Zürich of de technische universiteit van Zürich. Einstein bedacht in die tijd dat een waarnemer die met de lichtsnelheid met een lichtgolf meereist, een staande golf ziet. Hij liep daarmee vooruit op zijn speciale relativiteitstheorie. Hij gaf in 1896 zijn Duitse staatsburgerschap op om de dienstplicht te ontlopen, waardoor hij stateloos werd.
Aan de ETH trok Einstein met zijn medestudenten Marcel Grossmann, Mileva Marić en Michele Besso op. Hij mocht in het laboratorium zijn voorstel voor een proef over de beweging van de aarde in de ether niet uitvoeren maar kreeg een waarschuwing dat hij te weinig experimenteerde. Hij vond de colleges van professor Heinrich Weber ouderwets, omdat de theorie van Maxwell niet werd behandeld. Door zelf te studeren maakte hij kennis met de werken van Kirchhoff, Hertz, Helmholtz, Lorentz en Boltzmann. Hij leerde de wetten van Maxwell door een boek van August Föppl kennen, maar las ook over onder meer biologie, over Darwin en filosofie. Hij waardeerde de colleges wiskunde van Hermann Minkowski wel, maar was vaak afwezig.
Hij behaalde in 1900 aan de Eidgenössische Technische Hochschule zijn lesbevoegdheid als Fachlehrer natuurkunde. Zijn cijfers, weer op een schaal van maximaal 6, waren een 5 voor theoretische en experimentele natuurkunde en astronomie, een 5,5 voor functietheorie en een 4,5 voor een opstel over warmtegeleiding. Hij kreeg in februari 1901 het Zwitsers staatsburgerschap.

### Gezin en vroege loopbaan

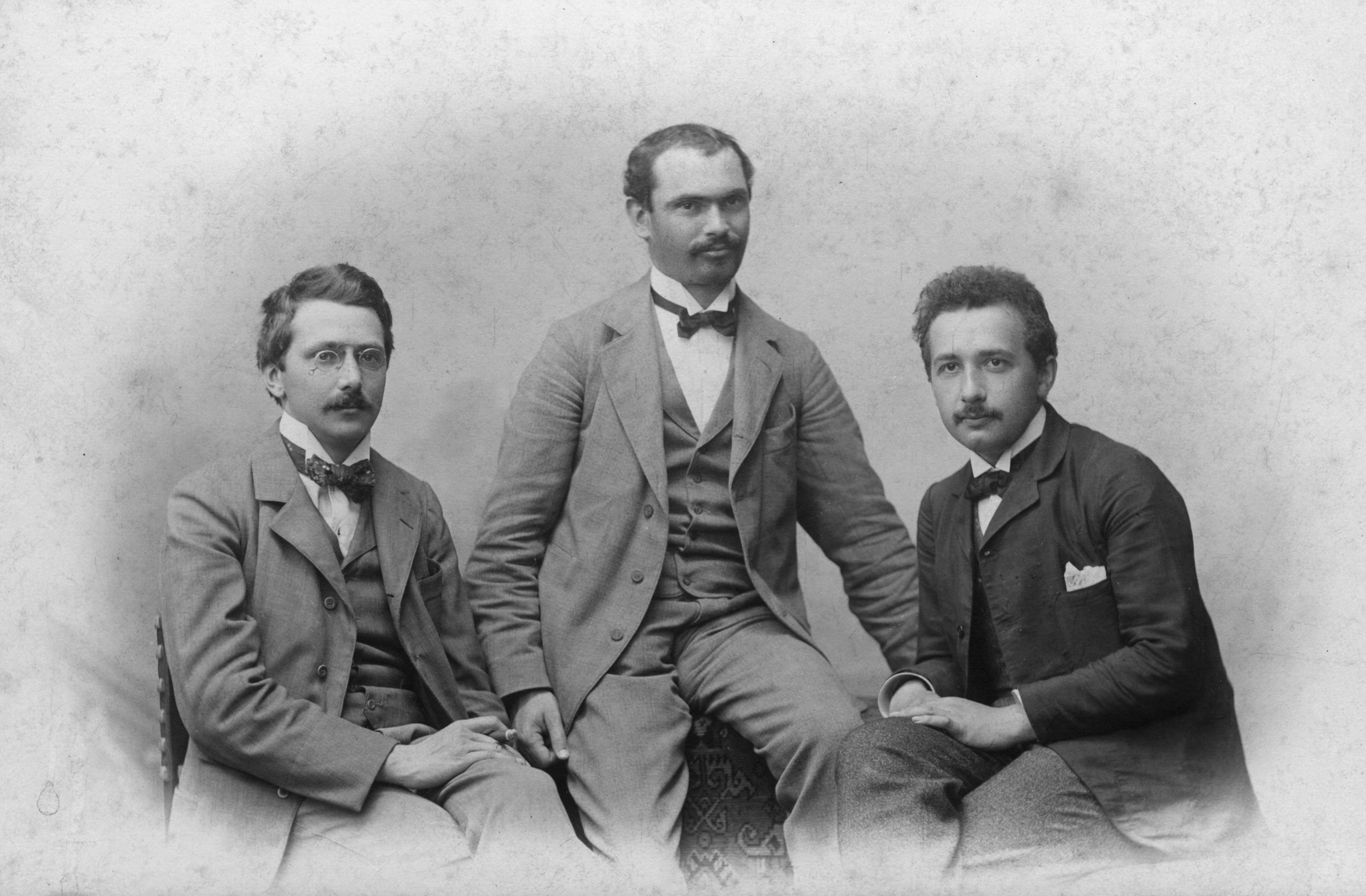
Einstein met zijn vrienden Habicht (links) en Solovine (midden), 1903

Einstein op het Patentbureau in Bern, 1905

Aan de ETH in Zürich ontmoette Einstein Mileva Marić, een Servische jaargenote die ook bevriend was met Nikola Tesla, en werd verliefd op haar. Einstein en Marić kregen in januari 1902 een dochter, Lieserl, die waarschijnlijk ter adoptie werd afgestaan. Einstein trouwde met Mileva Marić op 6 januari 1903. Het huwelijk was zowel een persoonlijke als een intellectuele samenwerking: bij haar vond Einstein een klankbord voor zijn nieuwe ideeën.
Einstein kon na zijn afstuderen geen werk in de wetenschap vinden. De ETH bood hem geen plaats als assistent aan. Hij solliciteerde tevergeefs bij onder andere Heike Kamerlingh Onnes in Leiden en Wilhelm Ostwald in Leipzig. Vanaf mei 1901 werkte hij twee maanden als invalleraar natuurkunde aan een middelbare school in Winterthur en daarna kreeg hij een jaarcontract als leraar natuurkunde aan een particuliere school in Schaffhausen, waar hij veel tijd overhield voor onderzoek. Hij solliciteerde in december 1901 bij het Zwitserse Patentbureau te Bern en werd aanbevolen door de vader van zijn studievriend Marcel Grossmann. Einstein nam voor de nieuwe baan vrij kwam al als leraar ontslag, vestigde zich in februari 1902 in Bern en vormde daar met zijn vrienden Maurice Solovine, aan wie hij bijles gaf, en Konrad Habicht de Akademia Olympia om samen boeken te bespreken, te eten en plezier te maken. Einstein werd per 16 juni 1902 technisch expert derde klas bij het patentbureau en beoordeelde daar ingediende patentaanvragen.
Zijn eerste zoon Hans Albert Einstein werd op 14 mei 1904 geboren en in hetzelfde jaar kreeg Einstein een vaste aanstelling bij het patentbureau. Hij verrichtte in deze periode veel onderzoek, dat er toe leidde dat 1905 zijn wonderjaar werd. In 1906 werd Einstein bevorderd tot technisch expert tweede klasse. Einsteins tweede zoon, Eduard Einstein, werd op 28 juli 1910 geboren.
Het gezin Einstein verhuisde in 1914 naar Berlijn, maar Mileva kon er niet wennen. Hun relatie verslechterde en Mileva verhuisde met de kinderen terug naar Zwitserland. Einstein scheidde van Mileva op 14 februari 1919 en huwde een half jaar later op 2 juni 1919 met Elsa Löwenthal, geboren Einstein. Ze was een achternicht van Albert en Löwenthal was de achternaam van haar eerste man Max. Einstein, die de Nobelprijs voor de Natuurkunde van 1921 ontving, gaf het aan de prijs verbonden geldbedrag aan Mileva, zoals bij hun scheiding was afgesproken. Later vond Mileva dat Einstein onvoldoende bijdroeg aan de kosten van de behandeling van hun zoon Eduard. Ze gaf privé piano- en wiskundeles om bij te verdienen.
Het lot van het eerste kind van Albert en Mileva, Lieserl, is onbekend: sommigen denken dat zij jong is gestorven, anderen geloven dat ze voor adoptie werd afgestaan. Eduard Einstein, koosnaam Tete, groeide voorspoedig op en bleek zeer intelligent. Hij toonde interesse in psychologie en ging na zijn middelbare school in die richting studeren, maar ontwikkelde tijdens zijn studie schizofrenie en was al snel tot niets meer in staat. Albert Einstein had weinig contact met hem. Zijn moeder Mileva zorgde tot haar eigen overlijden op 4 augustus 1948 voor Eduard. Eduard stierf in 1965 in de psychiatrische inrichting Burghölzli in Zürich. Hans Albert werd hoogleraar hydraulische werktuigbouwkunde aan de Universiteit van Californië - Berkeley en had eerst ook weinig contact met zijn vader. Dit verbeterde na de oorlog. Hans-Albert zat aan het sterfbed van zijn vader Albert.

### Hoogleraar

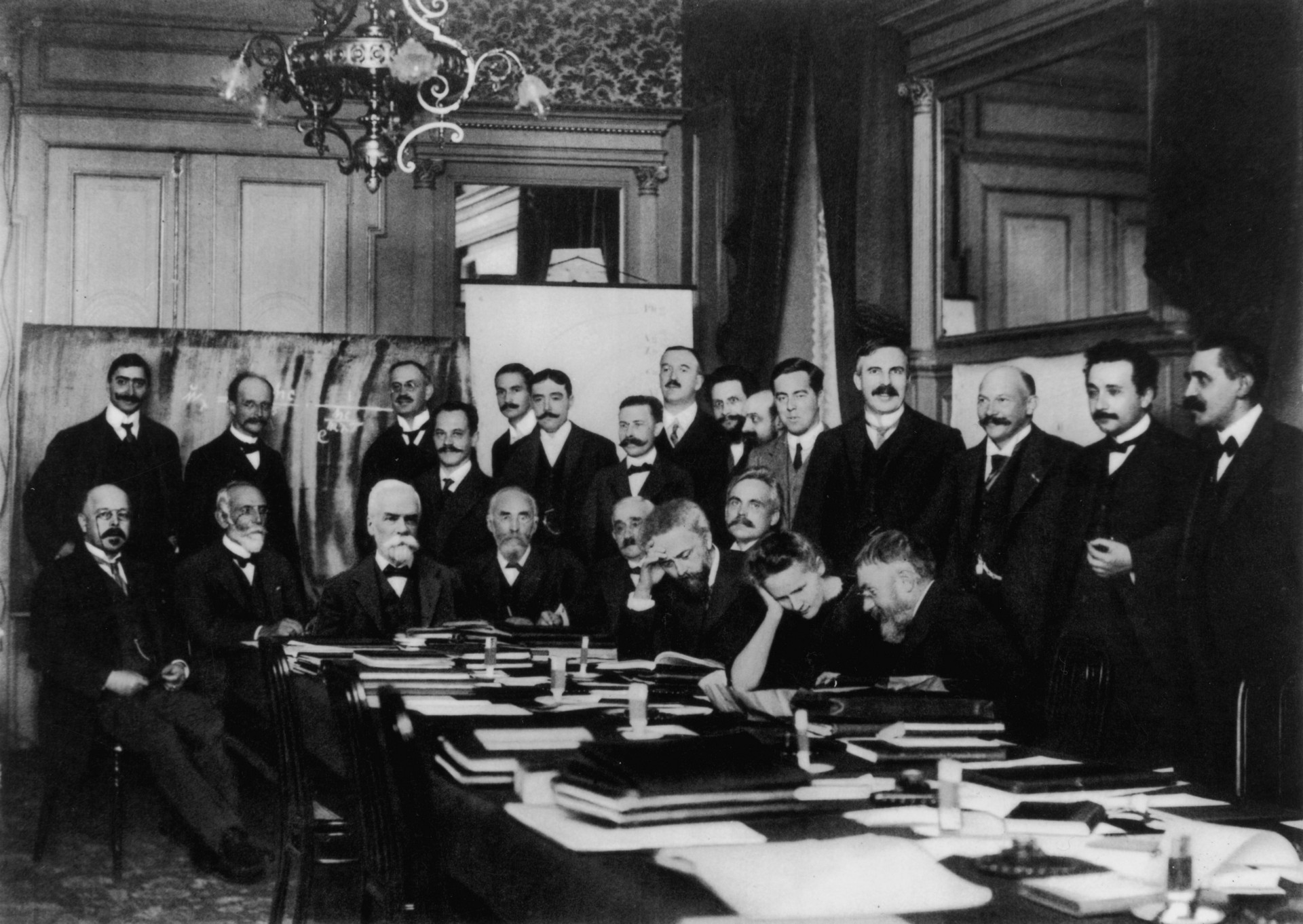
Einstein (tweede van rechts) op de Solvay-conferentie van 1911 in Brussel, onder voorzitterschap van Hendrik Lorentz

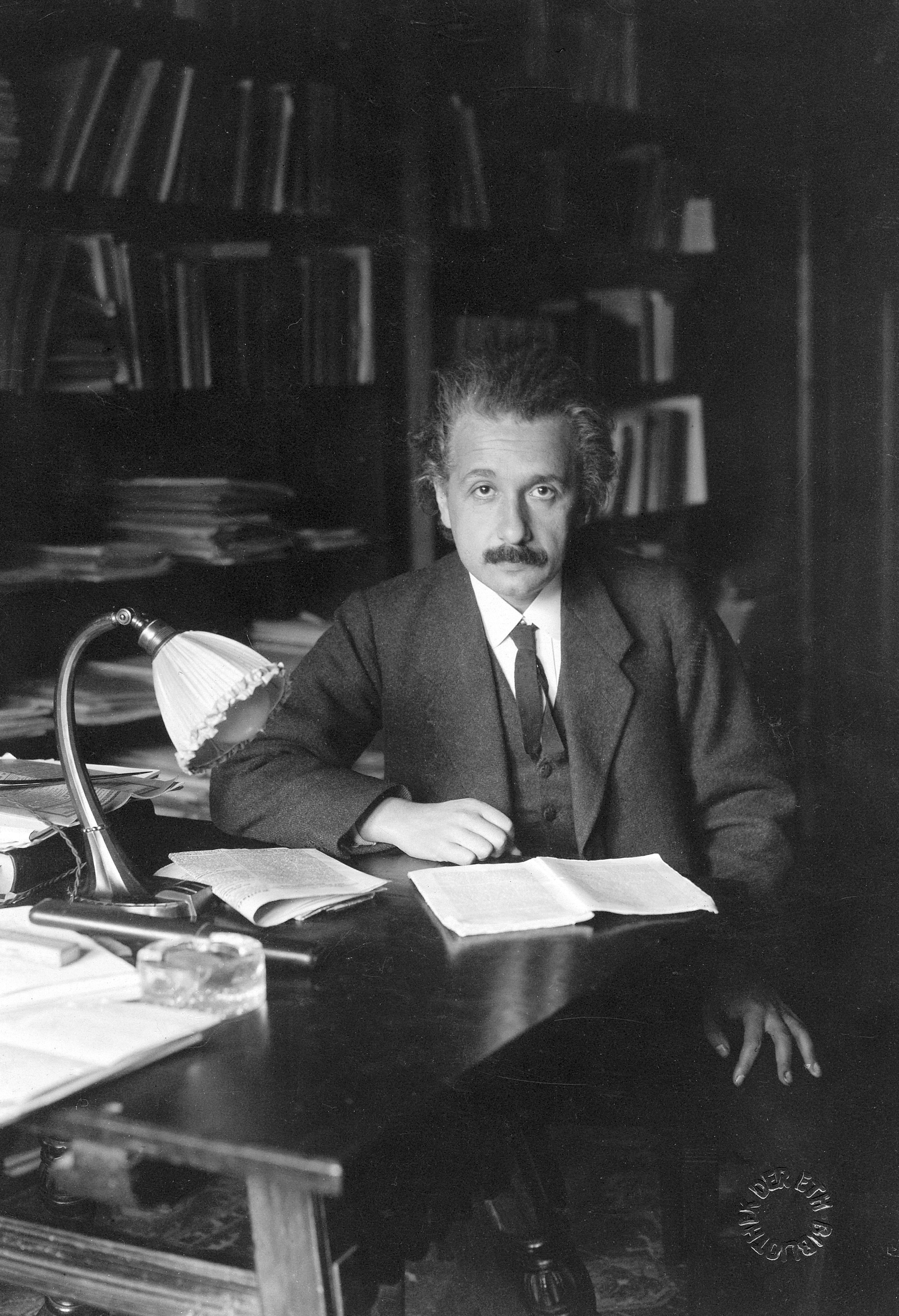
Einstein als professor aan de universiteit van Berlijn (1920)

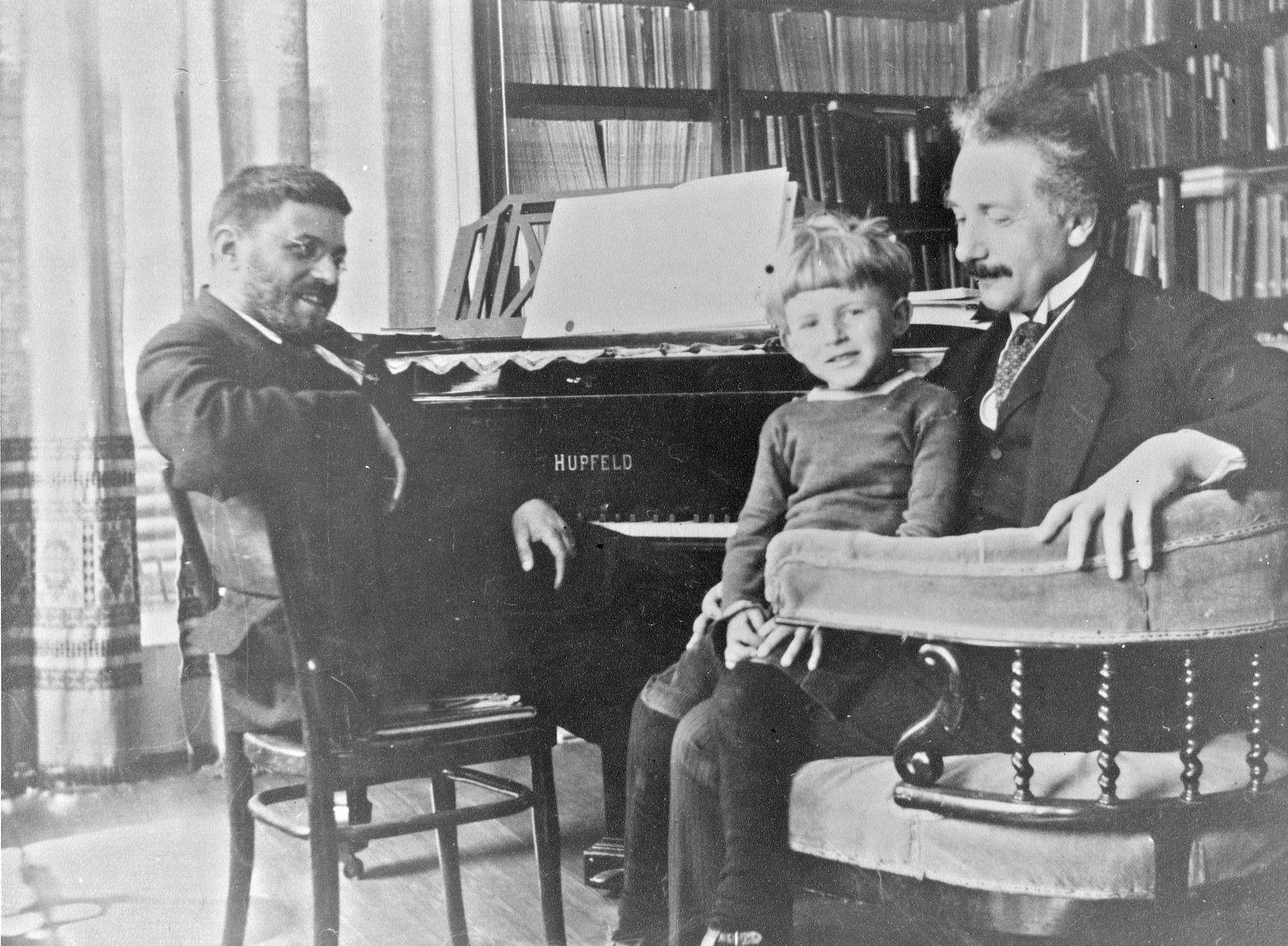
Einstein in 1920 op bezoek in Leiden bij zijn vriend en collega Paul Ehrenfest, op Einsteins schoot zit de zoon van Ehrenfest: Paul Ehrenfest jr.

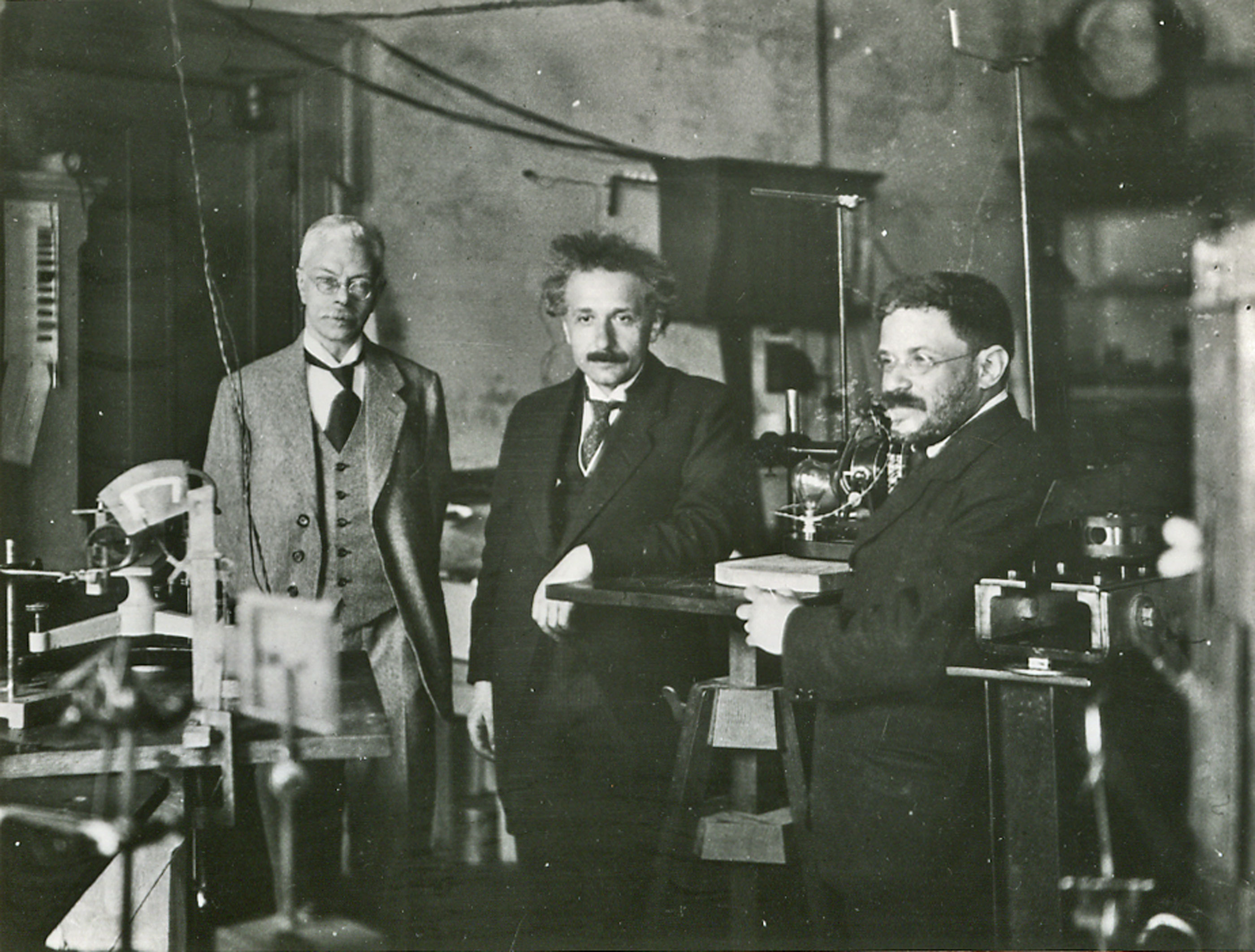
Einstein bezoekt in de jaren 20 met Paul Ehrenfest (rechts) het laboratorium van Pieter Zeeman (links) aan de Universiteit van Amsterdam

Einstein werd in 1908 in Bern benoemd tot privaatdocent, onbezoldigd docent aan een universiteit en drie jaar later werd hij eerst assistent-hoogleraar aan de Universiteit van Zürich en kort daarna volledig hoogleraar aan de (Duitse) Universiteit van Praag. Hij keerde in 1912 terug naar Zürich om daar volledig hoogleraar aan de ETH te worden. Hij werkte op dat moment nauw met de wiskundige Marcel Grossmann samen en begon in 1912 tijd als de vierde dimensie aan te duiden, zoals zijn vroegere hoogleraar Hermann Minkowski al eerder deed.
Hij werd in 1914 lid van de Pruisische Academie van Wetenschappen in Berlijn, kreeg het jaar daarop zijn Duitse nationaliteit terug en was tot 1933, toen hij Duitsland wegens de machtsovername door de nazi's verliet, directeur van het Keizer Wilhelm-Instituut voor Natuurkunde in Berlijn. In deze periode kreeg hij ook de Nobelprijs voor zijn verklaring van het foto-elektrisch effect. Pogingen van onder meer Hendrik Lorentz, die bij Einstein in hoog aanzien stond, om hem als gewoon hoogleraar aan een Nederlandse universiteit te verbinden, mislukten, maar hij werd ten slotte met dank aan het Leids Universiteits Fonds wel van 1920 tot officieel 1946 bijzonder hoogleraar aan de Rijksuniversiteit Leiden. Hij gaf enkele malen per jaar een gastcollege in Leiden. Hij ontving in 1921 de Matteucci-medaille en in 1925 de Copley Medal.
Einstein maakte in 1922 met zijn tweede vrouw Elsa zijn eerste wereldreis. Zij gingen per schip naar Japan, maar deden ook Singapore, Hongkong en Shanghai aan. Hij gaf daarnaast onder andere ook gastlessen aan de Universiteit van Oxford, waar Einsteins krijtbord nog bewaard is gebleven.

### Vertrek naar de VS

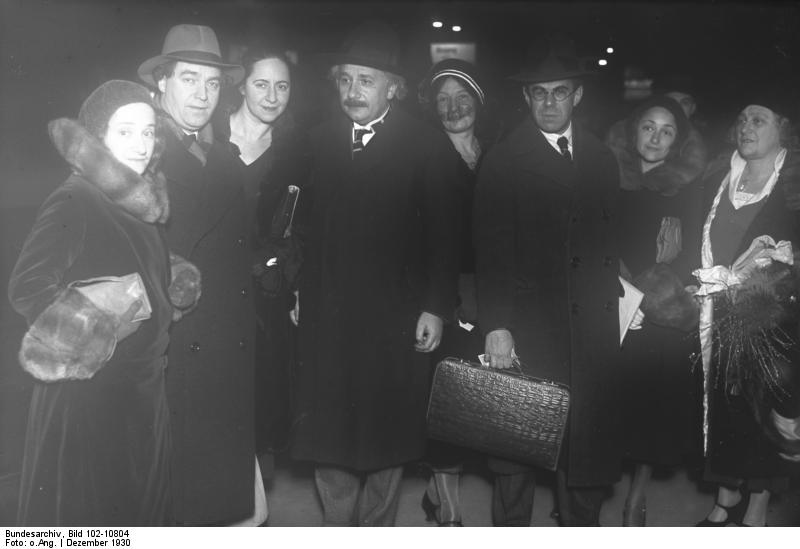
Einstein vertrekt in december 1930 met zijn gezin van het station in Antwerpen op weg naar de VS waar hij een lezingencyclus gaat geven

Einsteins pacifisme, socialistische sympathieën en joodse afkomst waren een doorn in het oog van de Duitse nationalisten en antisemieten. Nadat hij wereldberoemd was geworden groeide deze antisemitische haat tegen hem en er ontstond zelfs een georganiseerde campagne onder Duitse natuurkundigen om zijn theorieën in diskrediet te brengen. Toen Adolf Hitler op 30 januari 1933 in Duitsland aan de macht kwam bereikte de haatcampagne tegen Einstein een nieuw hoogtepunt. Einstein werd door het nazi-regime beschuldigd een 'joodse natuurkunde', in de zin van theoretische natuurkunde, voor te staan in tegenstelling tot de Duitse of Arische natuurkunde, de Deutsche of Arische Physik, waaronder experimentele natuurkunde werd verstaan. Het regime werd daarbij door nazi-gezinde natuurkundigen ondersteund, waaronder zelfs Nobelprijswinnaars zoals Johannes Stark en Philipp Lenard, die zich tegen Einsteins theorieën verzetten. Daartoe werd ook een zwarte lijst aangelegd van Duitse natuurkundigen die Einsteins theorieën bleven onderwijzen zoals Werner Heisenberg.
Einstein was toen in de Verenigde Staten, waar hij een lezingencyclus aan Caltech verzorgde. Hij besloot niet meer naar zijn geboorteland terug te keren, maar bracht nog wel een bezoek aan België en Engeland, waar hij de tijd doorbracht aan de Universiteit van Oxford, voordat hij zich voorgoed in Amerika vestigde. Hij gaf zijn Duitse staatsburgerschap op, kreeg een permanente verblijfsvergunning voor de VS en aanvaardde een betrekking aan het pas opgerichte Institute for Advanced Study aan de Princeton-universiteit in New Jersey. Hij werd Amerikaans staatsburger in 1940, hoewel hij steeds het Zwitserse staatsburgerschap behield.

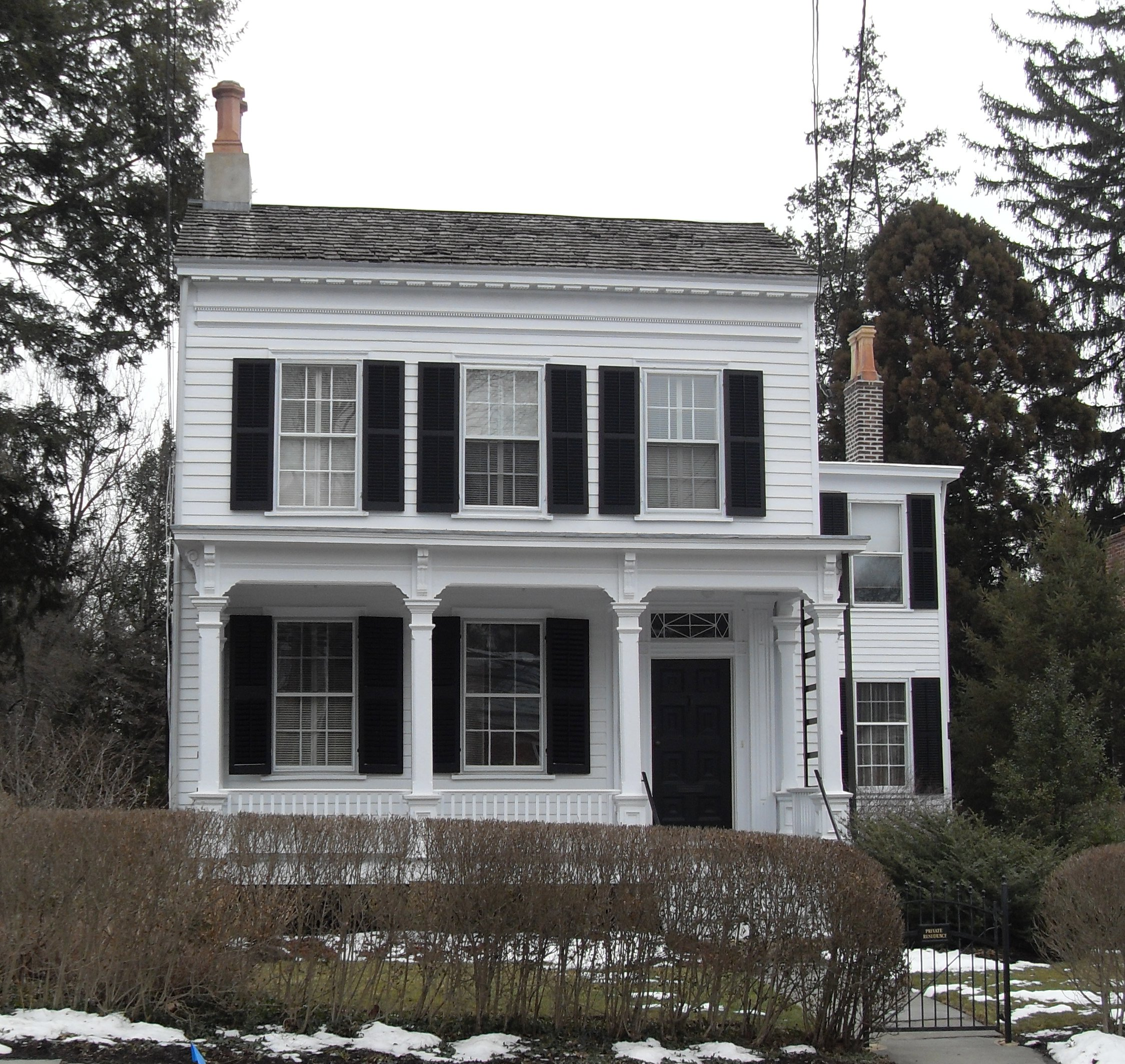
Einsteins huis in Princeton

Einstein schreef op 2 augustus 1939 een brief aan de Amerikaanse president Roosevelt, waarin hij waarschuwde dat Duitsland bezig was een atoombom te ontwikkelen. Roosevelt nam in oktober 1941 de beslissing om ernaar te streven de atoombom eerder te maken dan de Duitsers. Zo begon het Manhattanproject, waar Einstein zelf overigens niet aan meewerkte. Er bestaan over deze brief verschillende lezingen. Er is wel verondersteld dat niet Einstein maar Szilárd deze brief had geschreven. Szilárd zou vanwege het effect op de president Einstein om ondertekening gevraagd hebben. Maar volgens biograaf Bram Pais heeft Einstein de brief wel zelf opgesteld, na een bezoek van Szilárd en Wigner. Einstein stuurde op 7 maart 1940 op aandringen van Szilárd een tweede brief van dezelfde strekking aan Roosevelt.
Hij besprak de ontwikkeling van de atoombom in 1949 met een Amerikaanse VN delegatie en uitte zijn vermoeden dat de Russen in de race om nucleaire wapens de VS misschien voor waren, maar in ieder geval even ver waren gevorderd, en daarmee de vrees was dat de Russen waarschijnlijk een bom hadden ontwikkeld die heel Manhattan kon vernietigen.

### Laatste jaren

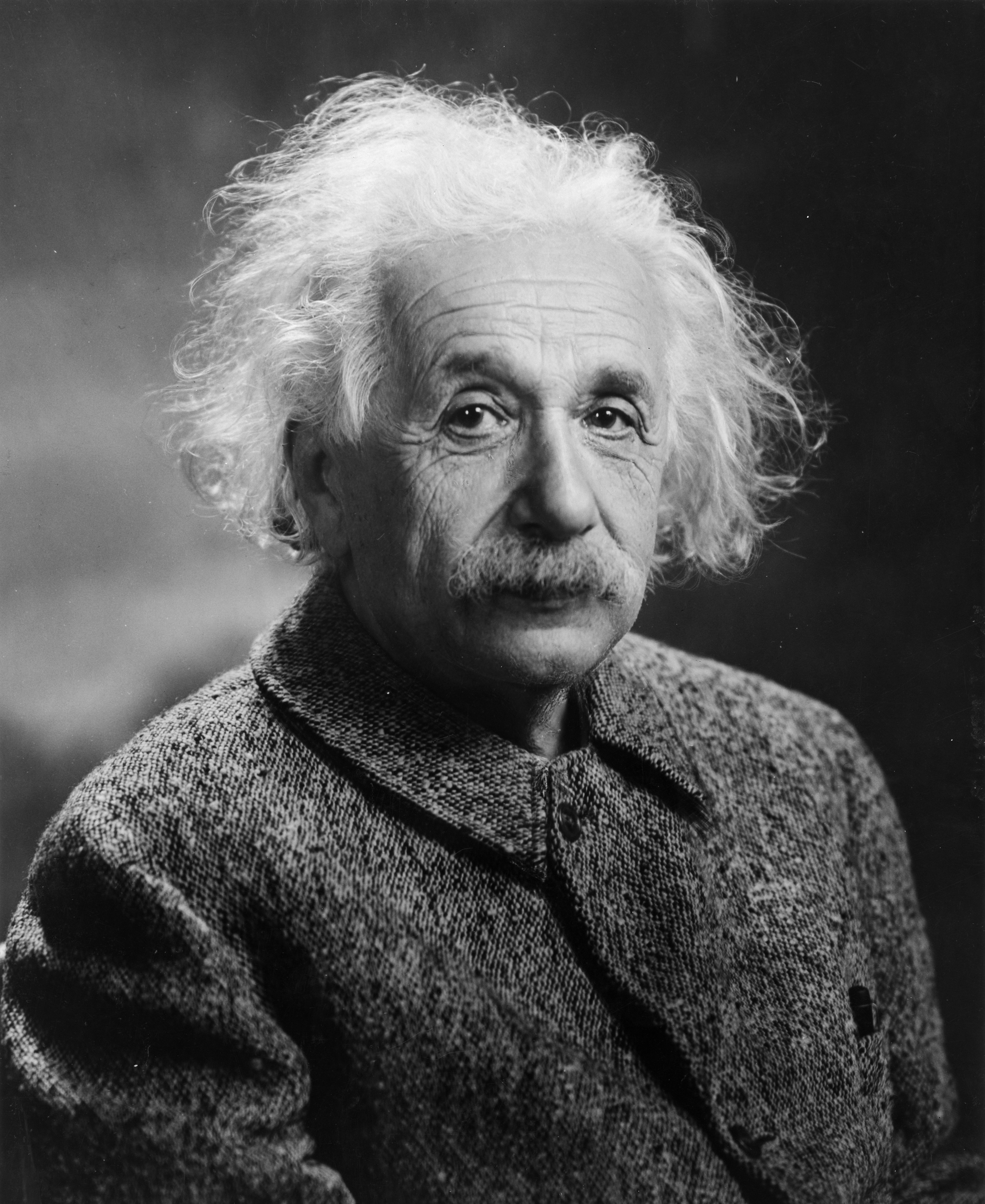
Einstein in 1947

Einstein steunde het idee een Joodse universiteit te stichten in het toenmalige Britse mandaatgebied Palestina. Hij was actief betrokken bij de oprichting van de Hebreeuwse Universiteit van Jeruzalem en zamelde in samenwerking met Chaim Weizmann geld in voor de universiteit. Chaim Weizmann was een biochemicus en zionistisch leider en eerste president van Israël. Einstein was ook bij de oprichting van de Technion-universiteit in Haifa betrokken. Hij liet zijn persoonlijke eigendommen, inclusief zijn geschriften, na aan de Hebreeuwse Universiteit van Jeruzalem.
Einstein waarschuwde na de Tweede Wereldoorlog voor de catastrofale gevolgen, die een kernwapenwedloop kon hebben. Hij was socialistisch gezind en schreef hierover in mei 1949 in de eerste editie van Monthly Review een essay Why Socialism? Dat essay is maar weinig bekend geworden.
De regering van Israël bood in 1952, toen Weizmann was overleden, aan president van het land te worden. Einstein zei vereerd te zijn door het aanbod, maar dat hij ongeschikt voor de positie was en sloeg het af. Hij is de enige burger van de Verenigde Staten die het ooit is aangeboden staatshoofd van een ander land te worden.

### Overlijden
Einstein stierf in zijn slaap in een ziekenhuis in Princeton op 18 april 1955. Hij was opgenomen vanwege een gebarsten aneurysma, een gebarsten verwijding van de aorta. Zijn artsen wilden hem opereren maar Einstein weigerde dit, omdat hij zijn leven niet onnodig wilde rekken maar waardig wilde sterven. Naar eigen wens werd zijn lichaam dezelfde dag in Trenton gecremeerd. Vervolgens werd de as op een geheime plaats uitgestrooid. Einstein moest namelijk niets hebben van de verering van het grote publiek en wilde hiermee een 'bedevaartsoord' voorkomen. Zijn familie had van tevoren wel toestemming gegeven voor een autopsie en Einsteins hersenen werden door de patholoog Thomas Stoltz Harvey onderzocht. Harvey ontdekte niets bijzonders aan de hersenen en bewaarde ze vervolgens in een bokaal gevuld met formaldehyde in zijn laboratorium. Een team aan de McMaster-universiteit vond in 1999 dat het deel van de hersenen dat wordt gebruikt voor wiskundig denken, ruimtelijke herkenning en bewegingsinzicht 15% breder was dan normaal.

## Wetenschappelijk werk

### 1905: Einsteins wonderjaar

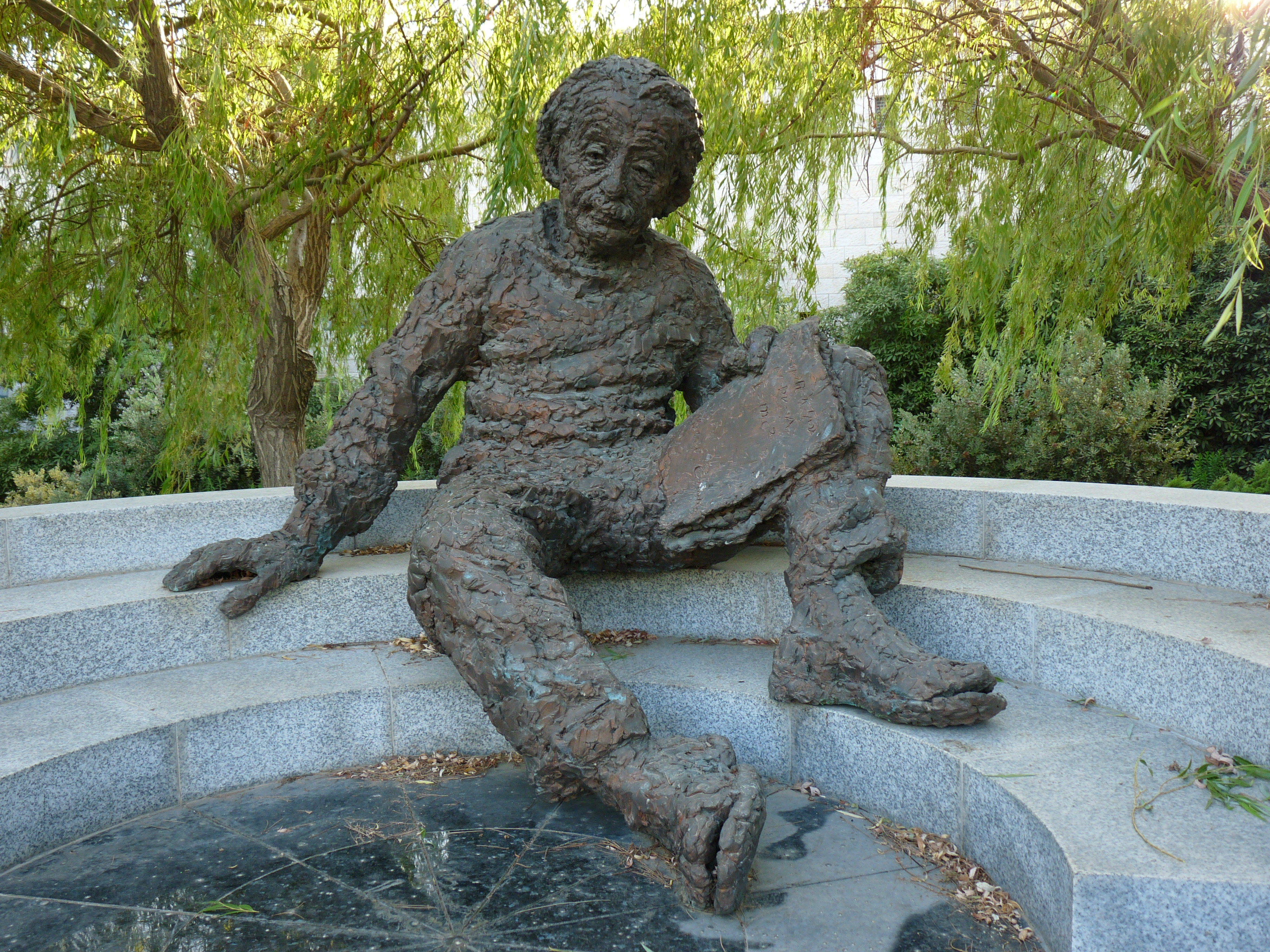
Standbeeld van Albert Einstein in de tuin van de Israëlische Academie van Wetenschappen

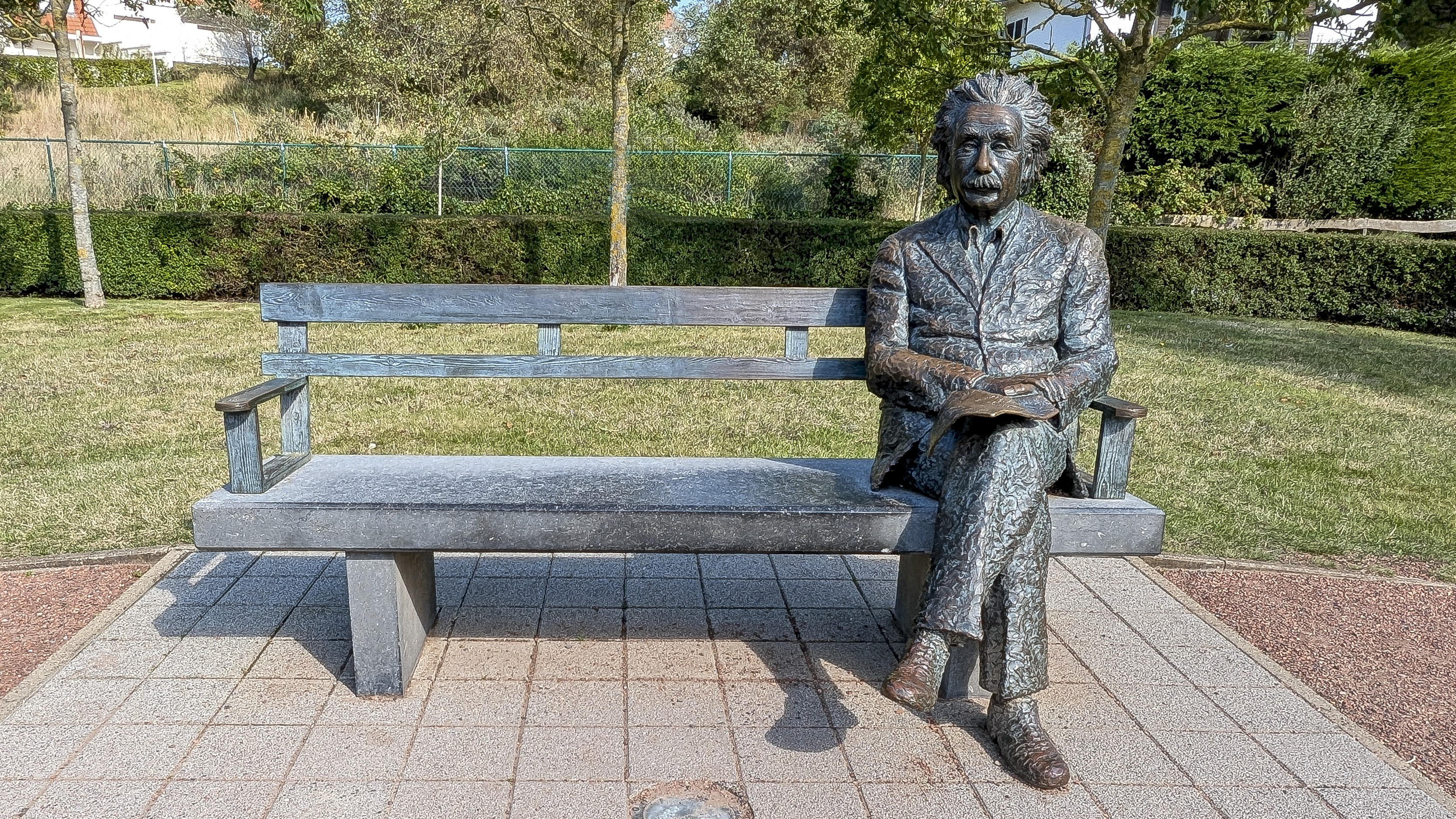
Standbeeld Albert Einstein te De Haan waar hij verbleef

Einstein promoveerde in 1905 op het proefschrift Eine neue Bestimmung der Moleküldimensionen. Hij schreef in dat jaar ook vier artikelen die de basis van de moderne natuurkunde zouden vormen, zonder veel wetenschappelijke literatuur te raadplegen of zijn theorieën te bespreken met veel wetenschappelijke collega's. Einstein discussieerde over zijn wetenschappelijke resultaten hoofdzakelijk met zijn vrouw Mileva Marić die eveneens natuurkundige was, en met studievrienden als Michele Besso. Zijn artikelen stuurde hij sinds 1901 naar het tijdschrift Annalen der Physik, waar hij ook boekrecensies voor schreef. Zijn eerste artikel over het gedrag van vloeistoffen in capillairen verscheen in hetzelfde nummer als de kwantumtheorie over de zwarte straler van Max Planck. Tussen 1902 en 1904 publiceerde Einstein een reeks artikelen over de statistische thermodynamica, maar in 1910 schreef hij dat als hij het werk van Josiah Willard Gibbs destijds had gekend, hij het bij enkele opmerkingen zou hebben gelaten.
Het jaar 1905 wordt het annus mirabilis van Einstein genoemd, omdat in het algemeen 1905 als het vruchtbaarste jaar in zijn wetenschappelijke leven wordt beschouwd. De meeste natuurkundigen zijn het erover eens dat drie artikelen die hij dat jaar schreef, over de brownse beweging, het foto-elektrische effect en de speciale relativiteitstheorie, elk een Nobelprijs waard zouden zijn. Hij won de prijs in 1921 voor het foto-elektrisch effect. Ironisch, omdat hij later door zijn relativiteitstheorie veel bekender is geworden en omdat het foto-elektrisch effect gebaseerd is op principes uit de kwantummechanica. Einstein bleef altijd een onbevredigd gevoel houden over de statistische interpretatie van de latere kwantumtheorie, die volgens hem het deterministische wereldbeeld ondermijnde.
100 jaar later werd 2005 het Wereldjaar van de Natuurkunde, met als deelthema het Einsteinjaar, georganiseerd.

#### Foto-elektrisch effect
Zijn eerste artikel in 1905, getiteld Über einen die Erzeugung und Verwandlung des Lichtes betreffenden heuristischen Gesichtspunkt, 'Over de productie en omzetting van licht vanuit heuristisch gezichtspunt', voerde het begrip energiekwantum in, tegenwoordig het foton genoemd. Einstein toonde aan hoe dit begrip gebruikt kon worden om verschijnselen als het foto-elektrische effect te verklaren. Het idee van energiekwanta kwam voort uit de stralingswet voor een zwarte straler van Max Planck. Einstein veronderstelde dat lichtenergie alleen in discrete, afgepaste hoeveelheden kan worden geabsorbeerd of uitgezonden en toonde aan dat met die veronderstelling het foto-elektrische effect kan worden verklaard. Hij gaf de formule {\displaystyle hf=\Theta +E_{k}} voor de hoeveelheid energie van licht met een frequentie {\displaystyle f}.
Het idee van lichtkwanta kon niet met de golftheorie van het licht worden verenigd, die uit de wetten van Maxwell voor elektromagnetisch gedrag volgt en meer algemeen met de veronderstelling dat energie in fysische systemen oneindig deelbaar is. Hoewel experimenten hadden aangetoond dat de vergelijkingen van Einstein voor het foto-elektrisch effect correct waren, werd zijn uitleg niet algemeen aanvaard. Hij ontving voor zijn werk aan het foto-elektrische effect pas de Nobelprijs voor het jaar 1921.
De theorie van lichtkwanta vormde een sterke aanwijzing voor de dualiteit van golven en deeltjes. Dit begrip, dat door de grondleggers van de kwantummechanica als fundamenteel werd aangenomen, betekent dat fysische systemen eigenschappen van zowel golven als deeltjes kunnen vertonen. Een volledig beeld van het foto-elektrische effect kreeg men pas later na de verdere ontwikkeling van de kwantummechanica.

#### Brownse beweging
Het tweede artikel in 1905 was getiteld Über die von der molekularkinetischen Theorie der Wärme geforderte Bewegung von in ruhenden Flüssigkeiten suspendierten Teilchen (Over de beweging van deeltjes in suspensie in vloeistoffen in rust, zoals de moleculair-kinetische theorie der warmte vereist), en ging over zijn onderzoek naar de brownse beweging. Door gebruik te maken van de toen nog controversiële kinetische gastheorie van vloeistoffen stelde hij dat het verschijnsel, dat tientallen jaren na de eerste waarneming nog niet was verklaard, een empirisch bewijs vormde voor het bestaan van atomen. Het artikel maakte ook de nauw samenhangende statistische thermodynamica geloofwaardig, die toen ook nog controversieel was.
Vóór het verschijnen van dit artikel werd wel al erkend, dat het bestaan van het molecuul op zich een goed idee was, maar natuur- en scheikundigen waren het er nog niet over eens of moleculen en atomen ook echt bestonden. Dankzij Einsteins statistische beschrijving van het gedrag van moleculen was er nu een manier om met een gewone microscoop moleculen te tellen. Wilhelm Ostwald was eerst een vooraanstaand tegenstander van atomen, maar vertelde Arnold Sommerfeld dat hij later toch had moeten toegeven dat Einstein met het bestaan van atomen een volledige verklaring van de brownse beweging had gegeven.

#### Speciale relativiteitstheorie
Einsteins derde artikel van 1905 was getiteld Zur Elektrodynamik bewegter Körper, Over de elektrodynamica van lichamen in beweging, en werd gepubliceerd op 30 juni 1905. Terwijl hij dit artikel uitwerkte schreef Albert Einstein aan zijn eerste vrouw Mileva Marić over 'ons werk over relatieve beweging' en dit leidde tot de vraag naar de rol van Mileva. Het artikel introduceerde de speciale relativiteitstheorie, een theorie over tijd, afstand, massa en energie die consistent was met het elektromagnetisme, maar die de zwaartekracht buiten beschouwing liet.
Speciale relativiteit bood een oplossing voor het probleem dat in 1886 gerezen was ten gevolge van het Michelson-Morley-experiment, waarmee aangetoond werd dat lichtgolven zich niet door een medium, in dit geval de ether, bewegen zoals andere golfverschijnselen in bijvoorbeeld water of lucht. De snelheid van het licht bleek constant en niet relatief ten opzichte van de beweging van de waarnemer. Dit is volgens de klassieke mechanica van Isaac Newton niet mogelijk, waarin bijvoorbeeld snelheden wel optellen.
George FitzGerald had in 1894 gevonden dat het resultaat van Michelson en Morley kon worden verklaard als bewegende lichamen in de richting van hun beweging werden samengedrukt. Enkele belangrijke vergelijkingen in Einsteins artikel, de lorentztransformaties voor de vervorming van ruimte en tijd, waren al in 1903 ingevoerd door de Nederlandse natuurkundige Hendrik Lorentz, onafhankelijk van FitzGerald. Einstein verklaarde echter de onderliggende oorzaken van deze geometrische eigenaardigheid. Henri Poincaré had al eerder de lichtsnelheid als de maximale snelheid aangemerkt.
Einsteins uitleg volgde uit de aanname van twee axioma's:
- het oude idee van Galilei dat de natuurwetten dezelfde zouden moeten zijn voor alle waarnemers die met een constante snelheid ten opzichte van elkaar bewegen,
- de regel dat de lichtsnelheid dezelfde is voor iedere waarnemer.

De speciale relativiteit heeft diverse gevolgen, omdat de tijd en plaats, dus ook afstand, niet meer als absoluut kunnen worden verondersteld. De theorie wordt de speciale relativiteitstheorie genoemd om een verschil te maken met de algemene relativiteitstheorie, die Einstein in 1915 naar voren bracht, waarin ook versnelde waarnemers onderling gelijkwaardig zijn.
De theorie leek eerst in strijd met het gezonde verstand en vol met paradoxen, maar Einstein slaagde erin deze allemaal op te lossen. De theorie is sindsdien door veel experimenten bevestigd.

#### Equivalentie van massa en energie
Einstein beschreef in zijn vierde artikel de massa-energierelatie aan de hand van de speciale relativiteitstheorie. Massa en energie blijken in elkaar uit te drukken volgens de bekende formule {\displaystyle E=mc^{2}}. Kleine beetjes massa {\displaystyle m} kunnen worden omgezet in enorme hoeveelheden energie {\displaystyle E} dankzij de vermenigvuldiging in de formule met het kwadraat van de lichtsnelheid c. Eerder had Henri Poincaré de gelijkheid al op een andere wijze afgeleid. Deze equivalentie tussen massa en energie werd later de verklaring voor de energie, die bij kernsplijting en kernfusie vrijkomt, waarbij enige massa verloren gaat maar veel energie vrijkomt.

### Algemene relativiteitstheorie

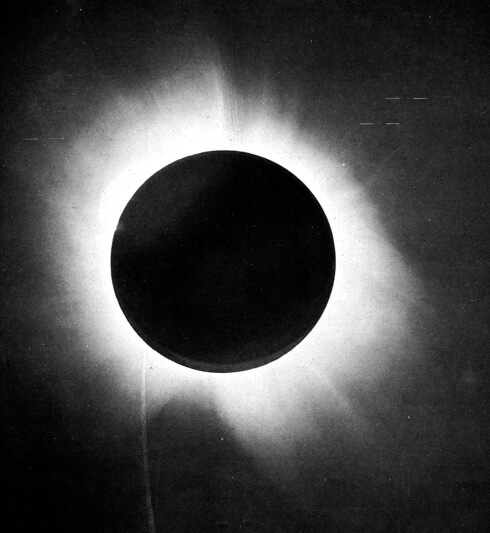
Totale zonsverduistering uit het rapport van Eddington. De gebruikte sterren staan tussen streepjes.

Einstein gaf in november 1915 een reeks lezingen voor de Pruisische Academie van Wetenschappen, waarin hij zijn algemene relativiteitstheorie beschreef, een uitbreiding van zijn speciale relativiteitstheorie. De laatste lezing had als hoogtepunt de introductie van een vergelijking die de wet van de zwaartekracht van Newton verving. Hierin wordt gesteld dat alle waarnemers gelijkwaardig zijn, niet alleen waarnemers met een eenparige maar ook met een versnelde beweging. In de algemene relativiteitstheorie is de zwaartekracht niet langer een kracht, zoals in de wet van Newton, maar een gevolg van de kromming van de ruimtetijd.
Deze theorie vormde de grondslag voor kwantitatief onderzoek in de kosmologie. Er kon voortaan aan de hand van Einsteins model aan veel verschijnselen in het heelal worden gerekend.
De algemene relativiteitstheorie was revolutionair en heeft tot nu toe elke experimentele toets doorstaan. Veel onderzoekers waren in het begin nog sceptisch omdat de theorie uit een wiskundige redenering en een rationele analyse ontstond en niet uit waarneming en experimenten. De theorie berustte op niet-euclidische meetkunde en de differentiaalmeetkunde van Bernhard Riemann waarbij Einsteins vriend de wiskundige Marcel Grossmann hem had geholpen. Voorspellingen  die met behulp van de theorie waren gedaan konden op 26 mei 1919 door metingen tijdens een zonsverduistering worden bevestigd. Die metingen werden onder leiding van de Britse sterrenkundige Arthur Eddington uitgevoerd. Licht werd hierbij, zoals door Einstein was voorspeld, door een zwaartekrachtlens afgebogen, in dit geval licht van een ster dat door de zwaartekracht van de zon een fractie was afgebogen. The Times bracht op 7 november deze bevestiging van Einsteins theorie op de voorpagina, waarmee Einstein meteen beroemd werd.
Veel onderzoekers waren om verschillende redenen nog niet overtuigd: sommigen aanvaardden Eddingtons interpretatie van de experimenten niet, anderen wilden vasthouden aan een absolute ether. Er werd ook bezwaar tegen de aandacht gemaakt, die Einstein ongewild ten deel viel na Eddingtons rapport in 1919 en dit duurde nog tot in de jaren 30.
Met Arthur Eddington verwierp Einstein, overigens ten onrechte bleek later, het idee van onder meer Robert Oppenheimer en Subramanyan Chandrasekhar dat een hemellichaam tot een zwart gat ineen kan storten.

### Gestimuleerde emissie en kosmologische constante
Einstein publiceerde in 1917 het artikel "Over de kwantummechanica van straling". Hij voerde het begrip gestimuleerde emissie in, dat ten grondslag ligt aan de lichtversterking in de laser. Hij publiceerde in hetzelfde jaar ook een artikel waarin hij de kosmologische constante invoerde, zodat hij de algemene relativiteitstheorie kon gebruiken om het heelal als een statisch geheel te modelleren. Dit noemde hij later zijn ergste misser, omdat zoals later Georges Lemaître en Edwin Hubble ook aantoonden zijn theorie zonder deze constante al de uitzetting van het heelal voorspelde.

### Nobelprijs

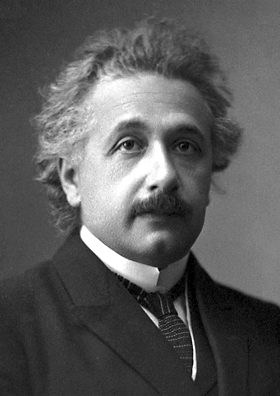
Officieel portret voor de uitreiking van de Nobelprijs van 1921

Einstein was in de vroege jaren 1920 de leidende figuur op de beroemde wekelijkse natuurkundecolloquia aan de Universiteit van Berlijn en hij ging op 30 maart 1921 naar New York om daar een lezing over zijn nieuwe theorie te geven. Hem werd voor dat jaar ook de Nobelprijs voor Natuurkunde toegekend, maar hij was daarvoor bij de prijsuitreiking op 10 december 1922 niet aanwezig. Hij was 7 oktober 1922 van Marseille voor een reis naar Japan vertrokken en daar op 17 november aangekomen. Hij ging in Japan lezingen geven. Hoewel hij het bekendst is geworden door zijn werk aan de relativiteitstheorie, kreeg hij de Nobelprijs voor zijn eerdere werk aan het foto-elektrische effect. De reden daarvoor was dat zijn relativiteitstheorie op dat moment nog niet algemeen werd geaccepteerd.

### Kopenhaagse interpretatie

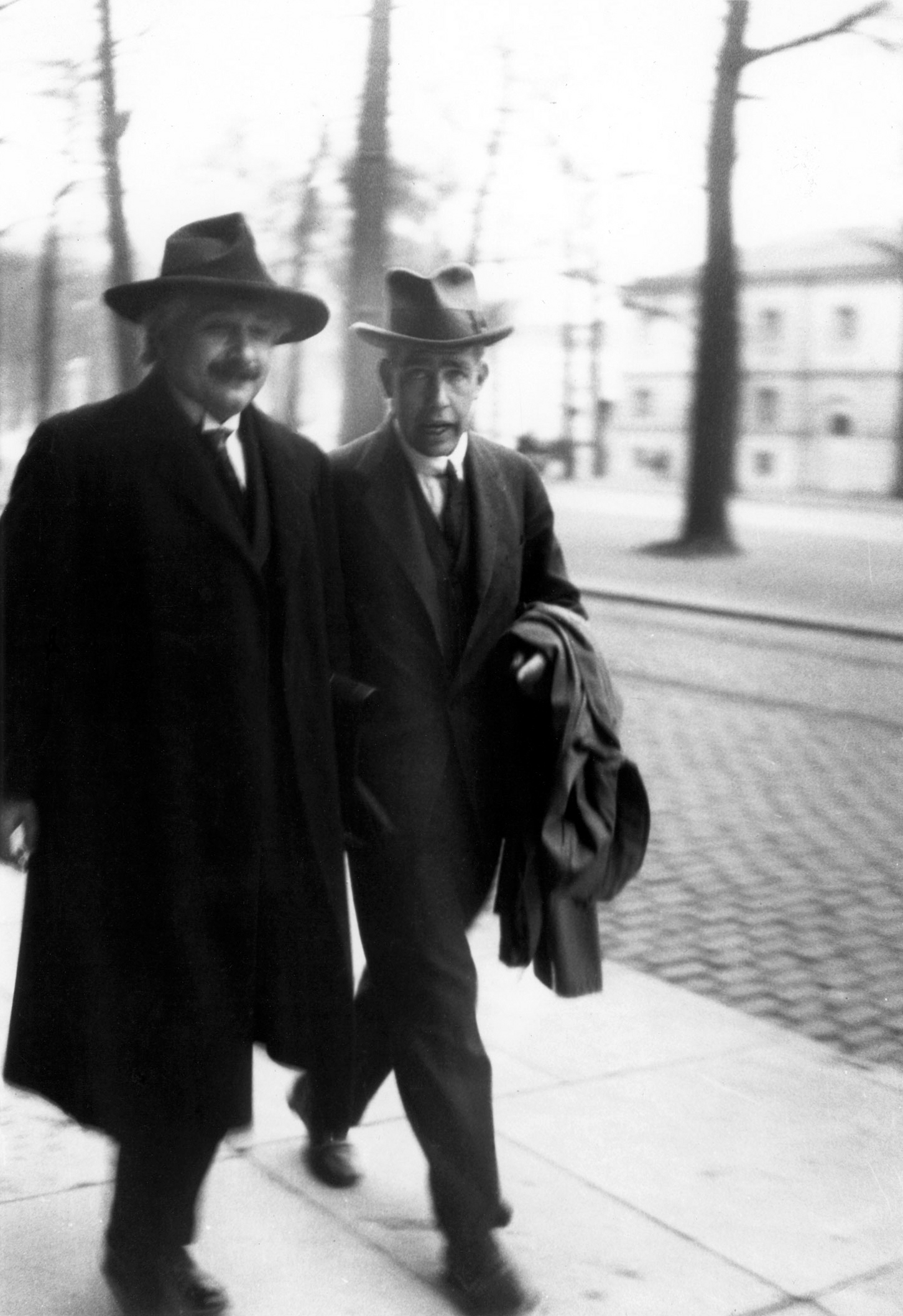
Niels Bohr rechts en Einstein in discussie op straat tijdens de Solvayconferentie van 1930
foto door Paul Ehrenfest

Einsteins verhouding tot de kwantumfysica was ambivalent. Zijn eigen idee over lichtkwanta, die we nu fotonen noemen, was wel een mijlpaal in de overgang van de klassieke naar de moderne natuurkunde. Hij schreef in 1909 voor een natuurkundige bijeenkomst zijn eerste artikel over de dualiteit van golven en deeltjes, maar verder moest hij niet veel hebben van de latere kwantummechanica. Midden jaren 20, toen de originele kwantumtheorie door de nieuwe kwantummechanica werd vervangen, verzette Einstein zich nog altijd tegen, onder andere, de Kopenhaagse interpretatie van de nieuwe vergelijkingen. Deze interpretatie gaat uit van kansrekening, waarbij het mechanisme niet wordt verklaard. Einstein ging ermee akkoord dat deze theorie, althans voorlopig de best beschikbare was, maar hij zocht toch nog steeds naar een deterministische verklaring. Dit streven had eerder geleid tot zijn geslaagde verklaring van het gedrag van atomen, fotonen en zwaartekracht. In een brief aan Max Born uit 1926 maakte Einstein een opmerking die nu beroemd is:
Kwantummechanica is zeker indrukwekkend. Maar iets in mij zegt me dat het nog niet het ware is. De theorie zegt heel veel, maar ze brengt ons niet echt dichter bij het geheim van 'De Oude'. Ik ben ervan overtuigd dat Hij niet dobbelt.
Hierop reageerde Niels Bohr, die met Einstein stevig in discussie was over de kwantumtheorie, met de eveneens beroemde opmerking:
Hou op God te zeggen wat Hij moet doen!
Einstein was op zich niet tegen het toepassen van de kansrekening in de kwantummechanica. Hij gebruikte zelf al de statistiek in zijn werk over de brownse beweging en het foto-elektrische effect. Hij had voor 1905 de statistische theorie van J.W. Gibbs herontdekt waarmee hij voordien onbekend was. Einstein was er alleen van overtuigd dat de fysische realiteit in de kern deterministisch is. Experimenteel bewijs tegen deze overtuiging werd alleen veel later gevonden met de ontdekking van de stelling van Bell en de ongelijkheid van Bell. De discussie gaat nu nog door, ook heden zijn er gerenommeerde natuurkundigen zoals Gerard 't Hooft die een in de kern deterministisch heelal postuleren.

### Bose-Einsteinstatistiek
Einstein ontving in 1924 een kort artikel van de jonge Indiase natuurkundige Satyendra Nath Bose, waarin deze licht als een gas van fotonen beschreef en Einstein om hulp bij de publicatie vroeg. Einstein realiseerde zich dat dezelfde statistiek op atomen kon worden toegepast en publiceerde een artikel dat Boses model en de consequenties ervan beschreef. Bose-Einsteinstatistiek beschrijft elk stelsel van deze deeltjes, die niet van elkaar kunnen worden onderscheiden, nu bekend als bosonen. Het verschijnsel van het bose-einsteincondensaat werd in de jaren 20 door Bose en Einstein voorspeld, gebaseerd op Boses werk aan de statistische thermodynamica van fotonen, geformaliseerd en gegeneraliseerd door Einstein. Zo'n condensaat werd in 1995 voor het eerst gemaakt. Einsteins originele aantekeningen van deze theorie werden in 2005 in de Universiteitsbibliotheek te Leiden ontdekt in de nalatenschap van Ehrenfest.

### Einstein–Podolsky–Rosen-paradox
In 1935 bekeek Einstein met Boris Podolski en Nathan Rosen hoe volgens de kwantummechanica de meting zou uitvallen aan een deeltje met eigenschappen die aan die van een ander deeltje zijn gekoppeld, entangled of verstrengeld, dat ver weg kan zijn. Ze leidden af dat de meting van plaats of impulsmoment van het ene deeltje het andere deeltje niet zouden moeten beïnvloeden. Dit resultaat is in strijd met de Kopenhaagse interpretatie van de kwantummechnica en heet de EPR-paradox. Deze hypothese was experimenteel te toetsen en werd weerlegd door proeven van de Franse natuurkundige Alain Aspect. De meting aan het ene deeltje bleek het andere deeltje wel degelijk te beïnvloeden.

### Op zoek naar een unificatietheorie
Einstein bracht de laatste 14 jaren van zijn leven door met het zoeken naar een unificatietheorie, naar de theorie van alles, ook wel de algemene veldtheorie genoemd, die de zwaartekracht en het elektromagnetisme moest verenigen. Daarbij bleef hij zich nog altijd verzetten tegen de Kopenhaagse interpretatie van de kwantummechanica met als belangrijke vertegenwoordiger Niels Bohr. Aangezien de kwantummechanica de experimentele toetsing steeds glansrijk doorstond, waren de meeste natuurkundigen het ten slotte met deze theorie eens. Einstein kwam hierdoor steeds meer alleen te staan in zijn speurtocht en veel 'jongeren' onder de fysici beschouwden hem als een reliek uit het verleden die de aansluiting met de 'moderne' natuurkunde was misgelopen, ook al was hij er een de grondleggers van. Einstein publiceerde verscheidene keren een unificatietheorie, maar telkens bleek, na narekenen door collega-natuurkundigen, dat deze toch niet alle krachten onder één noemer kon brengen. Achteraf gezien is dit niet verwonderlijk, omdat in zijn tijd hiervoor nog niet voldoende inzicht in de sterke en zwakke kernkracht aanwezig was. Dit werd pas in 1970 bereikt, waarna het elektromagnetisme en de kernkrachten konden worden verenigd. Voor de zwaartekracht is dit nog steeds niet gelukt. Einstein publiceerde op 30 maart 1953 voor de laatste keer officieel een herziene unificatietheorie die overigens weer niet alle natuurkrachten bleek te unificeren. Na zijn overlijden bleek uit zijn nagelaten laatste aantekeningen dat hij er nog steeds aan werkte.

### Einstein de uitvinder

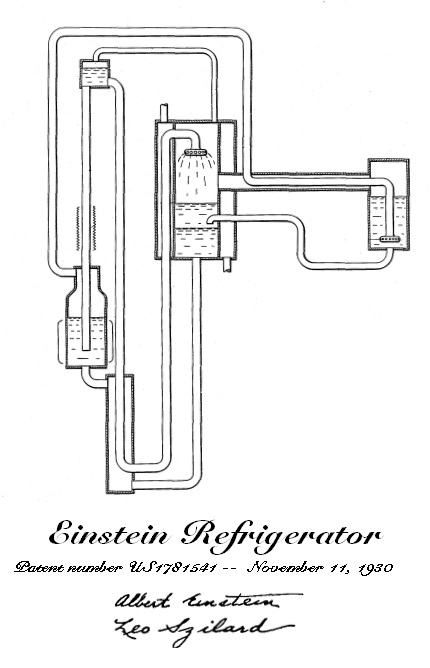
De koelkast van Einstein en Leó Szilárd

Minder bekend is dat Einstein ook een paar patenten op zijn naam heeft voor uitvindingen. Hij had deze interesse in mechanische en elektrische apparaten meegekregen van zijn vader Hermann en zijn oom, de ingenieur Jakob Einstein, en hield zich soms bezig met 'knutselen' zoals hij het noemde. Einstein en voormalig student Leó Szilárd vonden in 1926 samen een nieuw type stille koelkast, hun Einstein-koelkast, voor huishoudelijk gebruik uit. Ze gebruikten een koelprocedé bij constante druk, met alleen toevoer van warmte, zonder bewegende delen. De koelcyclus gebruikt ammoniak, butaan en water. Einstein werkte verder met de gebroeders Habicht aan onderzoek mee naar een spanningsversterker, voor een Nederlandse firma met Rudolf Goldschmidt aan een hoortoestel, met Gustav Bucky aan een foto-elektrische sensor voor fotografie, aan een gyrokompas en met Hans Mühsam aan de permeabiliteit van membranen.

### Samenwerking
Einstein schreef zijn belangrijkste werken alleen, afgezien van het artikel uit 1913 met Marcel Grossmann over de algemene relativiteitstheorie. Maar verder heeft hij met tientallen anderen, meest natuurkundigen, samengewerkt, soms langdurig met bijvoorbeeld met Leopold Infeld en Nathan Rosen en soms eenmalig, zoals met Satyendra Nath Bose, Leó Szilárd en Boris Podolski die hierboven al zijn vermeld en met bijvoorbeeld Otto Stern, Adriaan Fokker, Wander de Haas, Erwin Schrödinger, Wolfgang Pauli, Willem de Sitter en Walter Ritz en soms voor een paar artikelen achter elkaar, zoals met Jakob Johann Laub en Ludwig Hopf.

#### Einstein-de Haas-experiment
Einstein en Wander de Haas toonden in 1915 aan dat magnetisatie komt door de beweging van elektronen: dit heet tegenwoordig hun spin. Ze keerden de magnetisatie van een ijzeren staaf om die aan een torsieslinger hing en vonden dat de staaf hierdoor ging draaien, omdat het impulsmoment van de elektronen met de magnetisatie verandert.

#### Gasmodel van Schrödinger
Einstein suggereerde aan Erwin Schrödinger dat hij de statistiek van een Bose–Einstein-gas zou kunnen reproduceren met een gesloten vat. Met elke mogelijke beweging van een deeltje in het vat kan een onafhankelijke harmonische oscillator worden verbonden. Door deze oscillatoren te kwantiseren, krijgt ieder energieniveau een eigen bezettingsgetal, gelijk aan het aantal deeltjes dat dat energieniveau heeft. Deze formulering is een vorm van tweede kwantisatie, lang voor het begin van de moderne kwantummechanica. Erwin Schrödinger paste deze suggestie toe in zijn afleiding van de thermodynamische eigenschappen van een semiklassiek ideaal gas. Schrödinger drong er bij Einstein op aan om co-auteur te worden van een gezamenlijk artikel over deze kwestie, maar uiteindelijk bedankte Einstein voor deze eer.

## Icoon en legende
In Pais: Einstein lived here wordt een verklaring geboden voor de populaire icoon die de media van Einstein maakten. Voor Einstein werden in de wetenschap alleen Wilhelm Röntgen, ontdekker van de röntgenstraling en Madame Curie, die radium vond door de media alom vereerd. De wereldwijde hype rond Einstein begon met het bericht in The New York Times van 10 november 1919 dat de zon het licht van een ster bleek af te buigen, zoals de algemene relativiteitstheorie van Einstein voorspelde. De expeditie van Arthur Eddington naar de zoneclips van 29 mei 1919 had dit waargenomen. De NYT kopte
Lights all askew in the heavens. Men of science more or less agog over results of eclips observations. Einsteins theory triumphs. Stars are not where they seem [...]" (vertaling: Alle hemellichten staan scheef. Onderzoekers min of meer in de war over de uitkomsten van de eclipswaarnemingen. Einsteins theorie wint. Sterren zijn niet waar ze lijken te staan [...])
Pais noemt enkele verklaringen voor de hype:
1. Na de Eerste Wereldoorlog bleef de wereld in verwarring achter. Einstein bracht nieuwe orde in het heelal. Charles Poor, hoogleraar in hemelmechanica aan de Columbia University van New York kwam al op 16 november 1919 met deze verklaring.
2. Het taalgebruik ("gekromde ruimte", "sterren zijn niet waar ze lijken te zijn", "gewicht van licht") was raadselachtig. In de media werd er steeds de nadruk opgelegd, dat de lezer niet moest proberen de relativiteitstheorie te begrijpen.

Einstein verklaarde in een interview (Nieuwe Rotterdamsche Courant, 4 juli 1921):
`Of ik het gek vind, die algemene opwinding over mijn theorieën, waar niemand een woord van begrijpt? Ik vind het grappig en interessant om te zien. Ik weet zeker dat het het mysterie van het onbegrijpelijke is, dat mensen aantrekt. Het maakt een diepe indruk op ze [...] en men wordt enthousiast en raakt opgewonden.
Terwijl het belang van Einsteins nieuwe natuurkundige bijdragen afnam vanaf eind jaren dertig van de twintigste eeuw, groeide de belangstelling van de media voor hem juist. Reclames maken nog steeds dankbaar gebruik van zijn naam en gezicht. Einstein herkende zich niet in het beeld dat de media van hem schiepen. Hij antwoordde na een heildronk op de wereldberoemde professor Einstein door Bernard Shaw tijdens een diner:
Ik dank u...voor de onvergetelijke woorden aan het adres van mijn mythologische naamgenoot die mij het leven zo moeilijk maakt.
Een kritisch onderzoek naar echte en vermeende uitspraken van Einstein gebeurde onder meer door A. Robinson in 2018.

## Politieke opvattingen

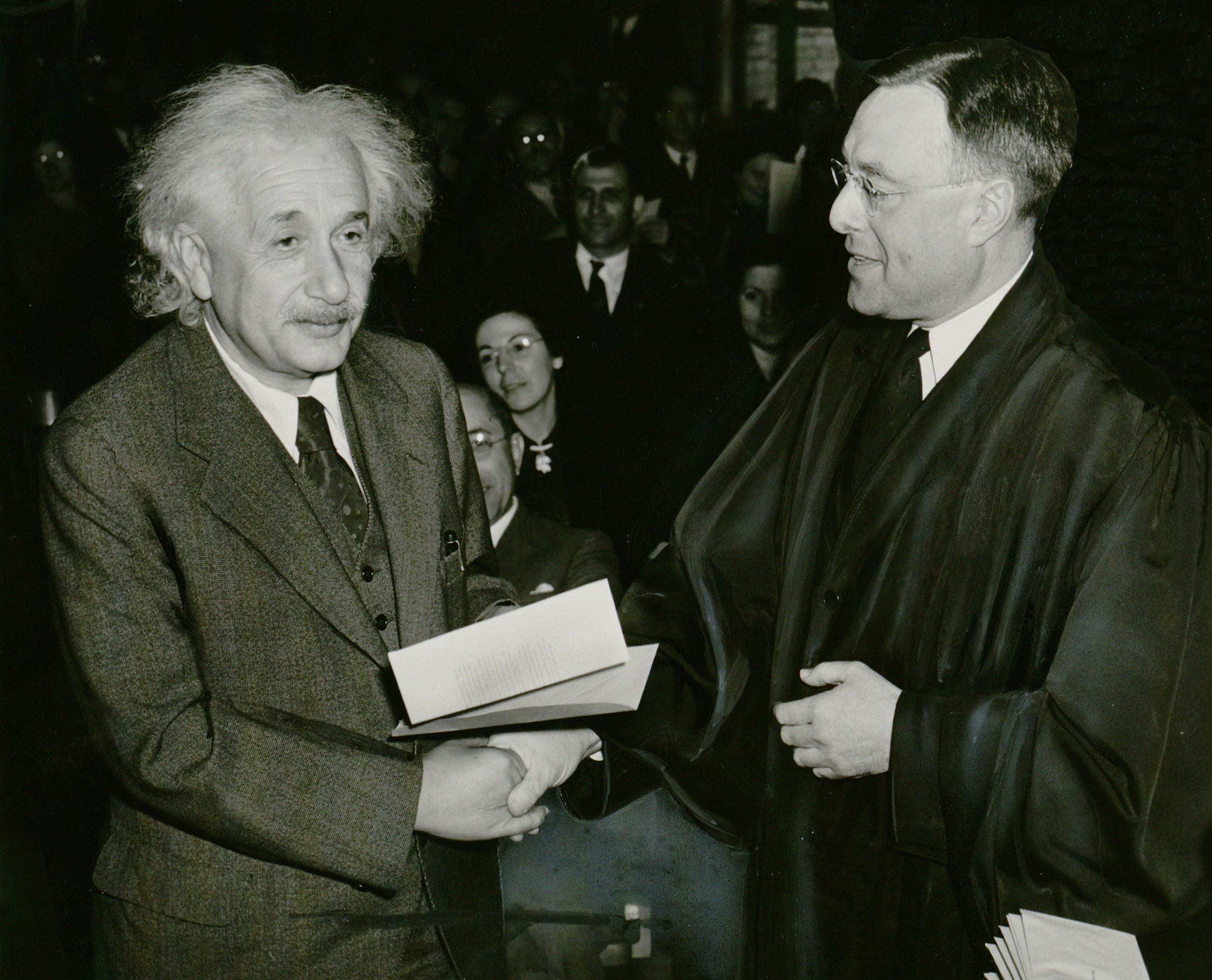
Einstein werd staatsburger van de Verenigde Staten in 1940

### Pacifisme en supranationalisme
Tot in de jaren dertig van de 20e eeuw riep Einstein op tot dienstweigering om oorlogen onmogelijk te maken. Tijdens de Eerste Wereldoorlog distantieerde hij zich van het pamflet van Duitse nationalistische geleerden "Aufruf an die Kulturwelt" van 11 oktober 1914 (beter bekend als "Es ist nicht wahr") waarin beweerd werd dat Duitse militairen geen excessen gepleegd zouden hebben in België (ten onrechte want snel na de Duitse inval in België kwamen er al berichten naar buiten over wreedheden tegen de Belgische burgers). Uit verzet tegen dit pamflet schreef hij mee aan en ondertekende hij de oproep tot verzoening, getiteld "Manifest aan de Europeanen". In november 1914 was hij een van de oprichters van de Bund Neues Vaterland, die streefde naar een onmiddellijke vrede met de geallieerden zonder annexaties van Franse, Belgische en Russische grensgebieden, waar de Duitse politieke en militaire elites wel voorstander van waren (zie het zogenaamde "Septemberprogramm" van september 1914), en de stichting van een supranationale organisatie om toekomstige oorlogen te voorkomen. Einstein kwam dan ook op een lijst te staan van pacifisten die door de Berlijnse politie in de gaten werden gehouden.
Einstein was in zijn hart een pacifist, maar was wel zo realistisch dat hij besefte dat agressieve regimes zich door vreedzaam verzet niet laten intomen, en dat soms toch militair ingrijpen nodig is. Na de opkomst van de nazi's in de jaren dertig beval hij dan ook militaire voorbereiding van beschaafde landen aan, om aan de steeds duidelijker wordende expansionistische dreiging van Hitler en zijn regime het hoofd te kunnen bieden. Op 18 augustus 1933 werd in la Patrie Humaine een brief van Einstein afgedrukt waarin hij waarschuwde dat Duitsland zich openlijk met alle soorten middelen op de oorlog voorbereidde. Met name riep hij België en Frankrijk op zich daar militair op voor te bereiden. In Nederland werd in pacifistische kringen woedend gereageerd, en Einstein werd als naïef en verrader van het pacifisme neergezet. Op 2 augustus 1939 schreef hij een brief aan president Roosevelt over het gevaar van een Duitse kernbom. Hoewel het Manhattanproject pas in oktober 1941 begon, mag worden aangenomen dat de betrokkenheid van Einstein en zijn kennis van de Duitse nucleaire ambities als de impuls voor het ontwikkelen van de Amerikaanse kernbom kan worden beschouwd. Einstein had zelf geen directe bemoeienis met het Manhattanproject en de kernbommen op Hiroshima en Nagasaki kwamen ook voor hem als een verrassing.

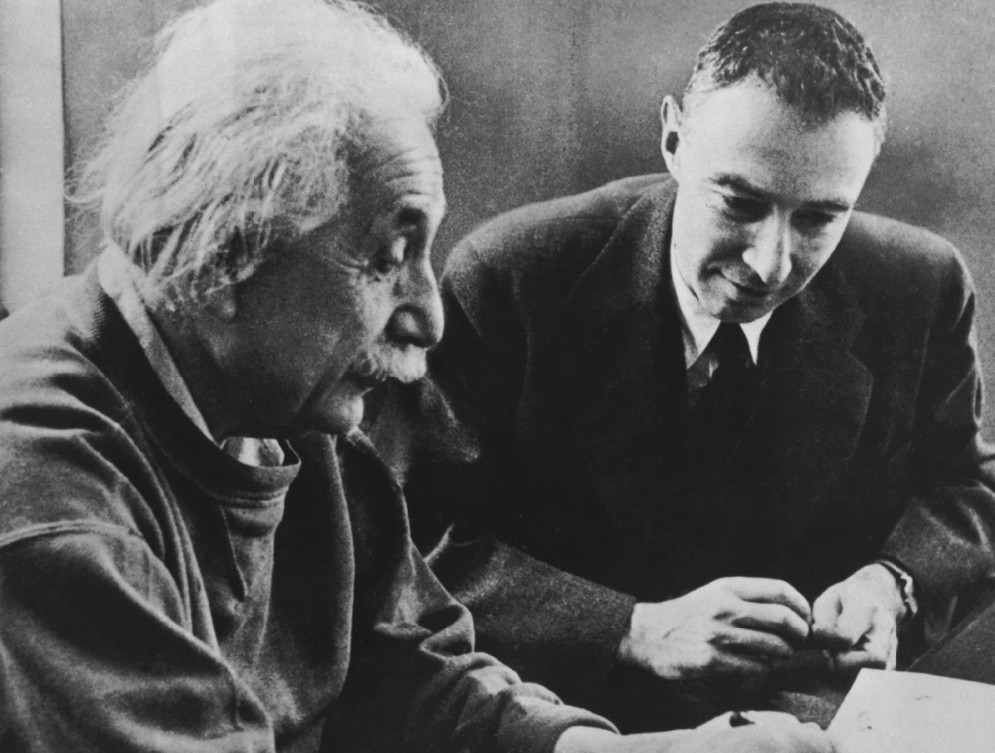
Einstein in Princeton met Robert Oppenheimer (rechts), wetenschappelijk directeur van het Manhattanproject.

Einstein was voorstander van een wereldorganisatie om met een eigen leger oorlogen te voorkomen. Hij was voor de Tweede Wereldoorlog lid van een wetenschappelijke commissie (Commission internationale de coopération intellectuelle, CICI) van de Volkenbond, die hij vanwege haar machteloosheid afkeurde.
Na de Tweede Wereldoorlog werd Einstein een tegenstander van de wapenwedloop en voorstander van een wereldregering met zeggenschap over alle kernwapens. Toen de verhouding tussen de eerdere bondgenoten de VS en de Sovjet-Unie verkilde, schreef Einstein “Ik weet niet hoe de Derde Wereldoorlog zal worden uitgevochten, maar ik weet nu al wat voor wapens ze in de Vierde zullen gebruiken: stenen!”. In het artikel “Why Socialism?” (Waarom Socialisme?) uit 1949 in de Monthly Review. schreef Einstein dat de chaotische kapitalistische samenleving een bron van kwaad was die overwonnen moest worden: een roofzuchtige fase in de ontwikkeling van de mens. Met Albert Schweitzer en Bertrand Russell riep Einstein op kernproeven te staken en af te zien van kernwapens. Vlak voor zijn dood ondertekende hij nog het Russell-Einsteinmanifest, dat leidde tot de Pugwash Conferences on Science and World Affairs over ontwapening en vreedzame internationale conflictoplossing.

### Burgerrechten
Tijdens de heksenjacht op communisten in de VS (1950-1955) riep Einstein op tot matiging en verzet tegen deze hetze tegen vooral linkse intellectuelen.
Einstein was lid van verscheidene organisaties voor burgerrechten, onder meer de afdeling Princeton van de NAACP. Toen de bejaarde W. E. B. Du Bois beschuldigd werd van spionage voor de Russen, stond Einstein voor hem in zodat men de aantijging liet vallen. Einstein was twintig jaar lang bevriend met de activist Paul Robeson, onder wie hij als vicevoorzitter van de American Crusade Against Lynching optrad.

### Zionisme en Israël

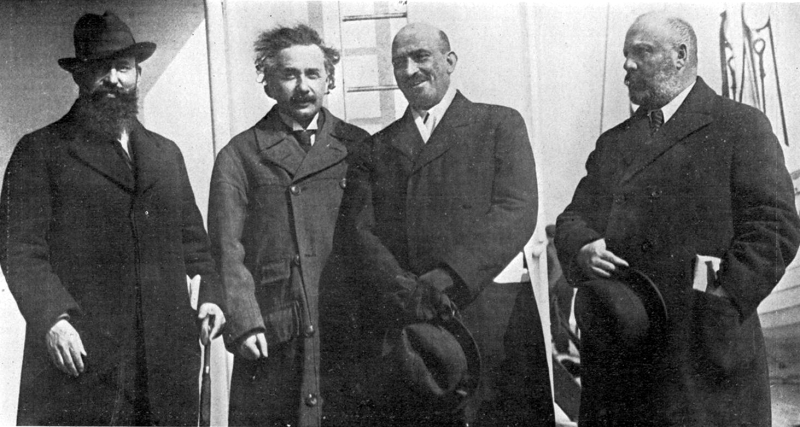
Einstein met leiders van de World Zionist Organization, New York, 1921

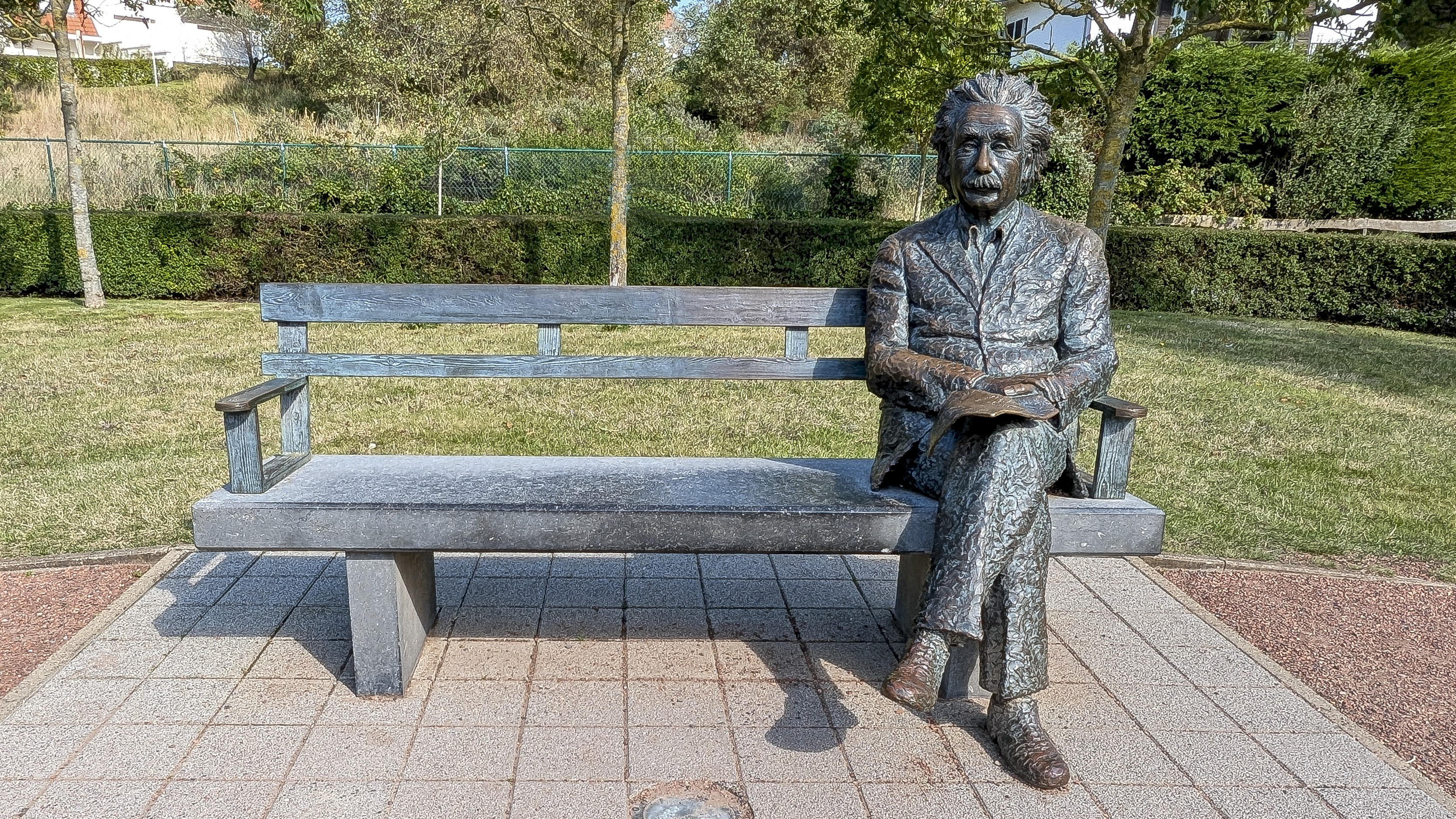
Standbeeld Albert Einstein te De Haan waar hij verbleef

Einstein steunde het idee van een Joods tehuis in Palestina Hij verafschuwde de aanpak van Menachem Begin en zijn Cheroet-partij (Eng.: Herut; later opgegaan in Likoed), die hij in een door hem mede ondertekende open brief in The New York Times (december 1948) fascistisch noemde. Einstein werd nooit lid van een zionistische organisatie. Wel was hij lid van de raad van bestuur van de Hebreeuwse Universiteit van Jeruzalem, tot hij aftrad uit protest tegen het beleid. Na de dood van de eerste president van Israël Chaim Weizmann 1952 werd Einstein gevraagd hem op te volgen, waar hij beleefd voor bedankte.

## Godsdienstige opvattingen
De kwestie van determinisme in de wetenschap leidde tot vragen over Einsteins opvatting over theologisch determinisme en of hij geloofde in (een) God. In 1929 zei Einstein tegen rabbi Herbert S. Goldstein:
Ik geloof in Spinoza's God, die zich openbaart in de harmonieuze ordening van de wereld, niet in een God die zich bezighoudt met het lot en de activiteiten van de mensen.
In een brief uit 1954 aan de filosoof Erik Gutkind merkte Einstein op:
Het woord God is voor mij een uiting en voortvloeisel van menselijke zwakheid. De Bijbel is een verzameling van eerbiedwaardige maar toch primitieve legenden die nogal kinderachtig zijn.
Einstein noemde zichzelf dikwijls een agnost.
In een interview met Time Magazine legde hij uit dat de mens het wezen van God niet kan kennen:
Ik ben geen atheïst en ik kan me, geloof ik, geen pantheïst noemen. We zijn als een klein kind dat een enorme bibliotheek binnenstapt met boeken in vele verschillende talen. Het kind beseft dat iemand die boeken moet hebben geschreven, maar weet niet hoe. Het vermoedt vagelijk een geheimzinnige orde in de rangschikking van de boeken maar weet niet welke. Dit lijkt me de houding van zelfs de intelligentste mens ten opzichte van God.

## Publicaties
De onderstaande, overigens onvolledige, lijsten bevatten verwijzingen naar vooral PDF-bestanden. Deze zijn, tenzij anders vermeld, gesteld in het Duits. Hieronder een ingeklapte tabel met wetenschappelijke publicaties.
| publicatie | datum      | Gepubliceerd in                                 | volume | pagina    | uitgave | Pubmed   |
| --- | ---------- | ----------------------------------------------- | ------ | --------- | ------- | -------- |
| Folgerungen aus den Capillaritätserscheinungen                                                                                   | 1901       | Annalen der Physik                              | 309    | 513-523   | 3       |          |
| Über einen die Erzeugung und Verwandlung des Lichtes betreffenden heuristischen Gesichtspunkt                                    | 1905       | Annalen der Physik                              | 322    | 132-148   | 6       |          |
| Ist die Trägheit eines Körpers von seinem Energieinhalt abhängig?                                                                | 1905       | Annalen der Physik                              | 323    | 639-641   | 13      |          |
| Über die von der molekularkinetischen Theorie der Wärme geforderte Bewegung von in ruhenden Flüssigkeiten suspendierten Teilchen | 1905-05    | Annalen der Physik                              | 322    | 549-560   | 8       |          |
| Over de elektrodynamica van bewegende lichamen                                                                                   | 1905-09    | Annalen der Physik                              | 322    | 891–921   | 17      |          |
| Das Prinzip von der Erhaltung der Schwerpunktsbewegung und die Trägheit der Energie                                              | 1906       | Annalen der Physik                              | 325    | 627-633   | 8       |          |
| Über eine Methode zur Bestimmung des Verhältnisses der transversalen und longitudinalen Masse des Elektrons                      | 1906       | Annalen der Physik                              | 326    | 583-586   | 13      |          |
| Eine neue Bestimmung der Moleküldimensionen                                                                                      | 1906       | Annalen der Physik                              | 324    | 289-306   | 2       |          |
| Über die vom Relativitätsprinzip geforderte Trägheit der Energie                                                                 | 1907       | Annalen der Physik                              | 328    | 371-384   | 7       |          |
| Die Plancksche Theorie der Strahlung und die Theorie der spezifischen Wärme                                                      | 1907       | Annalen der Physik                              | 327    | 180-190   | 1       |          |
| Über die Möglichkeit einer neuen Prüfung des Relativitätsprinzips                                                                | 1907       | Annalen der Physik                              | 328    | 197-198   | 6       |          |
| Berichtigung zu meiner Arbeit: „Die Plancksche Theorie der Strahlung etc.”                                                       | 1907       | Annalen der Physik                              | 327    | 800-800   | 4       |          |
| Über die elektromagnetischen Grundgleichungen für bewegte Körper                                                                 | 1908       | Annalen der Physik                              | 331    | 532-540   | 8       |          |
| Über die im elektromagnetischen Felde auf ruhende Körper ausgeübten ponderomotorischen Kräfte                                    | 1908       | Annalen der Physik                              | 331    | 541-550   | 8       |          |
| Berichtigung zur Abhandlung: „Über die elektromagnetischen Grundgleichungen für bewegte Körper”                                  | 1908       | Annalen der Physik                              | 332    | 232-232   | 11      |          |
| Bemerkungen zu unserer Arbeit: „Über die elektromagnetischen Grundgleichungen für bewegte Körper”                                | 1909       | Annalen der Physik                              | 333    | 445-447   | 2       |          |
| Theorie der Opaleszenz von homogenen Flüssigkeiten und Flüssigkeitsgemischen in der Nähe des kritischen Zustandes                | 1910       | Annalen der Physik                              | 338    | 1275-1298 | 16      |          |
| Über den Einfluß der Schwerkraft auf die Ausbreitung des Lichtes                                                                 | 1911       | Annalen der Physik                              | 340    | 898-908   | 10      |          |
| Eine Beziehung zwischen dem elastischen Verhalten und der spezifischen Wärme bei festen Körpern mit einatomigem Molekül          | 1911       | Annalen der Physik                              | 339    | 170-174   | 1       |          |
| Bemerkung zu meiner Arbeit: „Eine Beziehung zwischen dem elastischen Verhalten …”                                                | 1911       | Annalen der Physik                              | 339    | 590-590   | 3       |          |
| Elementare Betrachtungen über die thermische Molekularbewegung in festen Körpern                                                 | 1911       | Annalen der Physik                              | 340    | 679-694   | 9       |          |
| Bemerkung zu dem Gesetz von Eötvös                                                                                               | 1911       | Annalen der Physik                              | 339    | 165-169   | 1       |          |
| Relativität und Gravitation. Erwiderung auf eine Bemerkung von M. Abraham                                                        | 1912       | Annalen der Physik                              | 343    | 1059-1064 | 10      |          |
| Lichtgeschwindigkeit und Statik des Gravitationsfeldes                                                                           | 1912       | Annalen der Physik                              | 343    | 355-369   | 7       |          |
| Zur Theorie des statischen Gravitationsfeldes                                                                                    | 1912       | Annalen der Physik                              | 343    | 443-458   | 7       |          |
| Einige Argumente für die Annahme einer molekularen Agitation beim absoluten Nullpunkt                                            | 1913       | Annalen der Physik                              | 345    | 551-560   | 3       |          |
| Die Nordströmsche Gravitationstheorie vom Standpunkt des absoluten Differentialkalküls                                           | 1914       | Annalen der Physik                              | 349    | 321-328   | 10      |          |
| Experimenteller Nachweis der Ampèreschen Molekularströme                                                                         | 1915-05    | Naturwissenschaften                             | 3      | 237-238   | 19      |          |
| Die Grundlage der allgemeinen Relativitätstheorie                                                                                | 1916       | Annalen der Physik                              | 354    | 769-822   | 7       |          |
| Über Friedrich Kottlers Abhandlung “Über Einsteins Äquivalenzhypothese und die Gravitation”                                      | 1916       | Annalen der Physik                              | 356    | 639-642   | 22      |          |
| Dialog über Einwände gegen die Relativitätstheorie                                                                               | 1918-11    | Naturwissenschaften                             | 6      | 697-702   | 48      |          |
| TIME, SPACE, AND GRAVITATION | 1920-01-01 | Science                                         | 51     | 8-10      | 1305    | 17820331 |
| Die Ursache der Mäanderbildung der Flußläufe und des sogenannten Baerschen Gesetzes                                              | 1926-03    | Naturwissenschaften                             | 14     | 223-224   | 11      |          |
| ADDRESSES AT THE DINNER IN HIS HONOR                                                                                             | 1931-04-01 | Science                                         | 73     | 375-379   | 1893    | 17794527 |
| On the Relation between the Expansion and the Mean Density of the Universe                                                       | 1932-03-01 | Proceedings of the National Academy of Sciences | 18     | 213-214   | 3       | 16587663 |
| Elementary derivation of the equivalence of mass and energy                                                                      | 1935-04-01 | Bulletin of the American Mathematical Society   | 41     | 223-231   | 4       |          |
| Can Quantum-Mechanical Description of Physical Reality Be Considered Complete?                                                   | 1935-05-15 | Physical Review                                 | 47     | 777-780   | 10      |          |
| The Particle Problem in the General Theory of Relativity                                                                         | 1935-07-01 | Physical Review                                 | 48     | 73-77     | 1       |          |
| Physics and reality | 1936-03    | Journal of the Franklin Institute               | 221    | 349-382   | 3       |          |
| Physik und realität | 1936-03    | Journal of the Franklin Institute               | 221    | 313-347   | 3       |          |
| Two-Body Problem in General Relativity Theory                                                                                    | 1936-03-01 | Physical Review                                 | 49     | 404-405   | 5       |          |
| THE FREEDOM OF LEARNING. | 1936-04-01 | Science                                         | 83     | 372-373   | 2155    | 17837892 |
| Memorial to Dr. David Eder | 1936-10-01 | British Medical Journal                         | 2      | 846-846   | 3955    |          |
| LENS-LIKE ACTION OF A STAR BY THE DEVIATION OF LIGHT IN THE GRAVITATIONAL FIELD                                                  | 1936-12-04 | Science                                         | 84     | 506-7     | 2188    | 17769014 |
| On gravitational waves | 1937-01    | Journal of the Franklin Institute               | 223    | 43-54     | 1       |          |
| The Gravitational Equations and the Problem of Motion                                                                            | 1938-01    | Annals of Mathematics                           | 39     | 65        | 1       |          |
| On a Generalization of Kaluza's Theory of Electricity                                                                            | 1938-07    | Annals of Mathematics                           | 39     | 683       | 3       |          |
| On a Stationary System With Spherical Symmetry Consisting of Many Gravitating Masses                                             | 1939-10    | Annals of Mathematics                           | 40     | 922       | 4       |          |
| Personal God Concept Causes Science-Religion Conflict                                                                            | 1940-09-21 | Science news letter                             | 38     | 181       | 12      |          |
| The Influence of the Expansion of Space on the Gravitation Fields Surrounding the Individual Stars                               | 1945-04-01 | Reviews of Modern Physics                       | 17     | 120-124   | 2-3     |          |
| QUANTEN-MECHANIK UND WIRKLICHKEIT                                                                                                | 1948-11    | Dialectica                                      | 2      | 320-324   | 3-4     |          |
| On the motion of particles in general relativity theory                                                                          | 1949-06-01 | Canadian Journal of Mathematics                 | 1      | 209-241   | 3       |          |
| On the Generalized Theory of Gravitation                                                                                         | 1950-04    | Scientific American                             | 182    | 13-17     | 4       |          |
| Social Responsibility in Science                                                                                                 | 1950-12-22 | Science                                         | 112    | 760-1     | 2921    | 17810573 |
| The Advent of the Quantum Theory                                                                                                 | 1951-01-01 | Science                                         | 113    | 82-84     | 2926    | 17808939 |
| Physics & reality | 2003-10    | Daedalus                                        | 132    | 22-25     | 4       |          |
| Über einen die Erzeugung und Verwandlung des Lichtes betreffenden heuristischen Gesichtspunkt [AdP 17, 132 (1905)]               | 2005-02-23 | Annalen der Physik                              | 14     | 164-181   | S1      |          |
| Zur Elektrodynamik bewegter Körper [AdP 17, 891 (1905)]                                                                          | 2005-02-23 | Annalen der Physik                              | 14     | 194-224   | S1      |          |
| Ist die Trägheit eines Körpers von seinem Energieinhalt abhängig? [AdP 18, 639 (1905)]                                           | 2005-02-23 | Annalen der Physik                              | 14     | 225-228   | S1      |          |
| Über den Einfluß der Schwerkraft auf die Ausbreitung des Lichtes [AdP 35, 898 (1911)]                                            | 2005-02-23 | Annalen der Physik                              | 14     | 425-435   | S1      |          |
| Die Grundlage der allgemeinen Relativitätstheorie [AdP 49, 769 (1916)]                                                           | 2005-02-23 | Annalen der Physik                              | 14     | 517-571   | S1      |          |
| Quantentheorie des einatomigen idealen Gases. Zweite Abhandlung                                                                  | 2006-09-14 |                                                 |        | 245-257   |         |          |
| Die formale Grundlage der allgemeinen Relativitätstheorie                                                                        | 2006-09-14 |                                                 |        | 8-64      |         |          |
| Zur allgemeinen Relativitätstheorie.                                                                                             | 2006-09-14 |                                                 |        | 65-77     |         |          |
| Erklärung der Perihelbewegung des Merkur aus der allgemeinen Relativitätstheorie                                                 | 2006-09-14 |                                                 |        | 78-87     |         |          |
| Die Feldgleichungen der Gravitation                                                                                              | 2006-09-14 |                                                 |        | 88-92     |         |          |

### Verzameld werk
- The Collected Papers of Albert Einstein. Ed. by John J. Stachel, Martin J. Klein, Robert Schulmann, Ann M. Hentschel. Princeton, NJ: Princeton Univ. Press, 1987–.. (chronologische uitgave, waarvan tot dusver negen delen zijn verschenen)

### 1895
- (en)  The Investigation of the State of Aether in Magnetic Fields, 1895, Engelse vertaling van jeugdwerk, destijds ongepubliceerd.

### 1901-1904
- Folgerungen aus den Capillaritätserscheinungen, Annalen der Physik, 1901, 4, 513-523.
- Ueber die thermodynamische Theorie der Potentialdifferenz zwischen Metallen und vollständig dissociirten Lösungen ihrer Salze und über eine elektrische Methode zur Erforschung der Molecularkräfte, Annalen der Physik, 1902, 8, 798-814.
- Kinetische Theorie des Wärmegleichgewichtes und des zweiten Hauptsatzes der Thermodynamik, Annalen der Physik 1902, 417-433.
- Eine Theorie der Grundlagen der Thermodynamik, Annalen der Physik, 1903, 11, 170-87.
- Zur allgemeinen molekularen Theorie der Wärme, Annalen der Physik, 1904, 14, 354-362.

### Wonderjaar 1905
- Über einen die Erzeugung und Verwandlung des Lichtes betreffenden heuristischen Gesichtspunkt Annalen der Physik, 1905, 17, 132-148.
- Über die von der molekularkinetischen Theorie der Wärme geforderte Bewegung von in ruhenden Flüssigkeiten suspendierten Teilchen" Annalen der Physik, 1905, 17, 549-560.
- Zur Elektrodynamik bewegter Körper, Annalen der Physik, 30 juni 1905, 17, 891-921 (en)  On the Electrodynamics of Moving Bodies, Engelse vertaling.
- Ist die Trägheit eines Körpers von seinem Energieinhalt abhängig?, Annalen der Physik, 27 september 1905, 18, 639-641. (en)  Does the Inertia of a Body Depend Upon Its Energy Content?, Engelse vertaling.

### 1906-1910
- "Eine neue Bestimmung der Moleküldimensionen", Annalen der Physik, 1906, 19, 289-306.
- "Zur Theorie der Brownschen Bewegung", Annalen der Physik, 1906, 19, 371-381.
- "Zur Theorie der Lichterzeugung und Lichtabsorption", Annalen der Physik, 1906, 20, 199-206.
- "Das Prinzip von der Erhaltung der Schwerpunktsbewegung und die Trägheit der Energie", Annalen der Physik, 1906, 20, 627-633.
- "Über eine Methode zur Bestimmung des Verhältnisses der transversalen und longitudinalen Masse des Elektrons", Annalen der Physik, 1906, 21, 583-586.
- "Die Plancksche Theorie der Strahlung und die Theorie der spezifischen Wärme", Annalen der Physik, 1907, 22, 180-190.
- "Über die Gültigkeitsgrenze des Satzes vom thermodynamischen Gleichgewicht und über die Möglichkeit einer neuen Bestimmung der Elementarquanta", Annalen der Physik, 1907, 22, 569-572.
- "Berichtigung zu meiner Arbeit: Die Plancksche Theorie der Strahlung etc.", Annalen der Physik, 1907, 22, 800.
- "Über die Möglichkeit einer neuen Prüfung des Relativitätsprinzips", Annalen der Physik, 1907, 23, 197-198.
- "Bemerkungen zu der Notiz von Hrn. Paul Ehrenfest: Die Translation deformierbarer Elektronen und der Flächensatz", Annalen der Physik, 1907, 23, 206-208.
- "Über die vom Relativitätsprinzip geforderte Trägheit der Energie", Annalen der Physik 1907, 23, 371-384.
- "Über die elektromagnetischen Grundgleichungen für bewegte Körper", Annalen der Physik 1908, 26, 532-540 samen met J. Laub.
- "Über die im elektromagnetischen Felde auf ruhende Körper ausgeübten ponderomotorischen Kräfte" Annalen der Physik, 1908, 26, 541-550 samen met J. Laub.
- "Berichtigung zur Abhandlung: Über die elektromagnetischen Grundgleichungen für bewegte Körper", Annalen der Physik, 1908, 27, 232 samen met J. Laub.
- "Bemerkungen zu unserer Arbeit: Über die elektromagnetischen Grundgleichungen für bewegte Körper", Annalen der Physik, 1909, 28, 445-447 samen met J. Laub.
- "Bemerkung zu der Arbeit von D. Mirimanoff: 'Über die Grundgleichungen ...'", Annalen der Physik, 1909, 28, 885-888.
- "Über einen Satz der Wahrscheinlichkeitsrechnung und seine Anwendung in der Strahlungstheorie" Annalen der Physik 1910, 33, 1096-1104 samen met L. Hopf.
- "Statistische Untersuchung der Bewegung eines Resonators in einem Strahlungsfeld" Annalen der Physik, 1910, 33, 1105-1115 samen met L. Hopf.
- "Theorie der Opaleszenz von homogenen Flüssigkeiten und Flüssigkeitsgemischen in der Nähe des kritischen Zustandes" Annalen der Physik, 1910, 33, 1275-1298.

### 1911-1915
- "Bemerkungen zu dem Gesetz von Eötvös", Annalen der Physik, 1911, 34, 165-169.
- "Eine Beziehung zwischen dem elastischen Verhalten und der spezifischen Wärme bei festen Körpern mit einatomigem Molekül", Annalen der Physik, 1911, 34, 170-174.
- "Bemerkungen zu den P. Hertzschen Arbeiten: 'Über die mechanischen Grundlagen der Thermodynamik'", Annalen der Physik, 1911, 34, 175-176.
- "Bemerkung zu meiner Arbeit: 'Eine Beziehung zwischen dem elastischen Verhalten ...'", Annalen der Physik, 1911, 34, 590.
- "Berichtigung zu meiner Arbeit: 'Eine neue Bestimmung der Moleküldimensionen'", Annalen der Physik, 1911, 34, 591-592.
- "Elementare Betrachtungen über die thermische Molekularbewegung in festen Körpern", Annalen der Physik, 1911, 35, 679-694.
- "Über den Einfluß der Schwerkraft auf die Ausbreitung des Lichtes", Annalen der Physik, 1911, 35, 898-906.
- "Thermodynamische Begründung des photochemischen Äquivalentgesetzes", Annalen der Physik, 1912, 37, 832-838.
- "Lichtgeschwindigkeit und Statik des Gravitationsfeldes", Annalen der Physik, 1912, 38, 355-369.
- "Zur Theorie des statischen Gravitationsfeldes", Annalen der Physik 1912, 38, 443-458
- "Nachtrag zu meiner Arbeit: 'Thermodynamische Begründung des photochemischen Äquivalentgesetzes'", Annalen der Physik, 1912, 38, 881-884.
- "Antwort auf eine Bemerkung von J. Stark: 'Über eine Anwendung des Planckschen Elementargesetzes ...'", Annalen der Physik, 1912, 38, 888.
- "Relativität und Gravitation. Erwiderung auf eine Bemerkung von M. Abraham", Annalen der Physik, 1912, 38, 1059-1064.
- "Bemerkung zu Abrahams vorangehender Auseinandersetzung 'Nochmals Relativität und Gravitation'", Annalen der Physik, 1912, 39, 704.
- "Einige Argumente für die Annahme einer molekularen Agitation beim absoluten Nullpunkt", Annalen der Physik, 1913, 40, 551-560 met Otto Stern.
- "Entwurf einer verallgemeinerten Relativitaetstheorie und einer Theorie der Gravitation", Zeitschrift fuer Mathematik und Physik 62, 1913, 225-261, met Marcel Grossmann. Ook als boek verschenen bij uitgeverij Teubner, 1913.
- "Die Nordströmsche Gravitationstheorie vom Standpunkt des absoluten Differentialkalküls", Annalen der Physik, 1914, 44, 321-328 met Adriaan Fokker.
- (en)  "Inaugural Lecture to the Prussian Academy of Sciences", 1914, Engelse vertaling.
- "Antwort auf eine Abhandlung M. v. Laues 'Ein Satz der Wahrscheinlichkeitsrechnung und seine Anwendung auf die Strahlungstheorie'", Annalen der Physik, 1915, 47, 879-885.
- "Zur allgemeinen Relativitaetstheorie", Preussische Akademie der Wissenschaften, Sitzungsberichte (1915), 778-786.
- "Zur allgemeinen Relativitaetstheorie (Nachtrag)", Preussische Akademie der Wissenschaften, Sitzungsberichte (1915), 799-801.
- "Erklaerung der Perihelbewegung des Merkur aus der allgemeinen Relativitaetstheorie", Preussische Akademie der Wissenschaften, Sitzungsberichte (1915), 831-839.
- "Die Feldgleichung der Gravitation", Preussische Akademie der Wissenschaften, Sitzungsberichte (1915), 844-847.

### 1916-1920
- Die Grundlage der allgemeinen Relativitätstheorie, Annalen der Physik, vierte Folge Band 49, p. 769-822, 1916. Idem met Engelse vertaling en foto manuscript.
- Über Friedrich Kottlers Abhandlung 'Über Einsteins Äquivalenzhypothese und die Gravitation', Annalen der Physik 1916, 51, 639-642.
- Prinzipielles zur allgemeinen Relativitätstheorie, Annalen der Physik, 1918, 55, 241-244.
- Bemerkung zu der Franz Seletyschen Arbeit 'Beiträge zum kosmologischen System', Annalen der Physik, 1922, 69, 436-438.
- (en)  The Foundation of the General Theory of Relativity, Annalen der Physik, 1916, Engelse vertaling.
- (en)  Aether and the theory of relativity, 1920; vertaald in Sidelights on relativity, Dover, NY, 1983, pp. 1–24; ed. "May 5th, 1920", intreerede aan de Rijksuniversiteit Leiden uitgesproken op 27 oktober 1920. Algemene relativiteitstheorie wordt gezien als een ethertheorie zonder deeltjes.

### 1920-1954
- (en)  Relativity: The Special and General Theory, 1920, herziene editie, ISBN 0-517-88441-0.
  - Project Gutenberg E-text
  - Einstein Reference Archive
- (en)   Fundamental ideas and problems of the theory of relativity, Lecture Nordic Assembly of Naturalists at Gotenburg, 11 juli 1923.
- (en)  The Principle of Relativity., New York: Dover Publications, 1923, door Albert Einstein, Hendrik Lorentz, Hermann Weyl en H. Minkowski.
- (en)  Mein Weltbild, Amsterdam: Querido-Verlag, 1934, ISBN 0-8065-0711-X.
- (en)  Can quantum-mechanical description of physical reality be considered complete?, Physical Review (ser. 2), 47, 777–780, DOI:10.1103/PhysRev.47.777. Met B. Podolsky en N. Rosen.
- (en)  The Evolution of Physics, 1938, door Albert Einstein en Leopold Infeld, ISBN 0-671-20156-5.
- (en)  Why Socialism?, Monthly Review, mei 1949.
  - Origineel manuscript
- (en)  On the Generalized Theory of Gravitation, april 1950.
- (en)  The Meaning of Relativity, Princeton Univ. Press, 1956.
- (en)  Ideas & Opinions, samenvattingen van publicaties tussen 1919 en 1954 (waaronder materiaal uit The World As I See It (1934), Out of My Later Years (1950) en Mein Weltbild (Zürich, 1953), ISBN 0-517-00393-7.

## Naar Einstein genoemd
- Albert Einstein Memorial
- Albert Einsteinmedaille
- Albert Einstein (trein)
- Einstein (inslagkrater)
- Einstein (planetoïde)
- Einsteinium
- Einstein-koelkast
- Einstein Observatory
- Einsteintelescoop
- Einsteinkruis

## Varia
Einsteins naam is in het dagelijks leven synoniem geworden voor iemand met een hoge intelligentie, die dan bijvoorbeeld 'een Einstein' wordt genoemd.
- Base de données des élites suisses: 80919
- Bibsys: 90053072
- Biblioteca Nacional de Chile: 000034649
- Biblioteca Nacional de España: XX834035
- Bibliothèque nationale de France: cb119016075 (data)
- Catàleg d'autoritats de noms i títols de Catalunya: 981058511756306706
- CiNii: DA00708434
- Digitale Bibliotheek voor de Nederlandse Letteren: eins001
- Gemeinsame Normdatei: 118529579
- Historisch woordenboek van Zwitserland: 028814
- International Standard Name Identifier: 0000 0001 2281 955X
- Library of Congress Control Number: n79022889
- Nationale Bibliotheek van Letland: 000027126
- MusicBrainz: c98c325e-7277-46e8-8b44-e3517f3e041a
- Mathematics Genealogy Project: 53269
- National Archives and Records Administration: 10582637
- National Central Library: 369710
- Bibliotheek van het Japanse parlement: 00438728
- Nationale Bibliotheek van Tsjechië: jn19990002019
- Nationale bibliotheek van Australië: 36582360
- Nationale Bibliotheek van Israël: 987007260607605171
- Nationale Bibliotheek van Polen: a0000001178767
- Nationale Bibliotheek van Roemenië: 000074139
- Nationale en Universitaire bibliotheek Zagreb: 000012537
- Nederlandse Thesaurus van Auteursnamen: 068350767
- ORCID: 0000-0001-9183-9538
- Russische Staatsbibliotheek: 000021094
- Istituto Centrale per il Catalogo Unico: CFIV035853
- LIBRIS: 184709
- SNAC: w63c6p77
- Système universitaire de documentation: 026849186
- Semantic Scholar: 50702974
- Trove: 382451
- Union List of Artist Names: 500240971
- Virtual International Authority File: 75121530
- WorldCat: E39PBJkhFRgHDtmhvmC6JdfXh3